# Kathedrale von Neapel

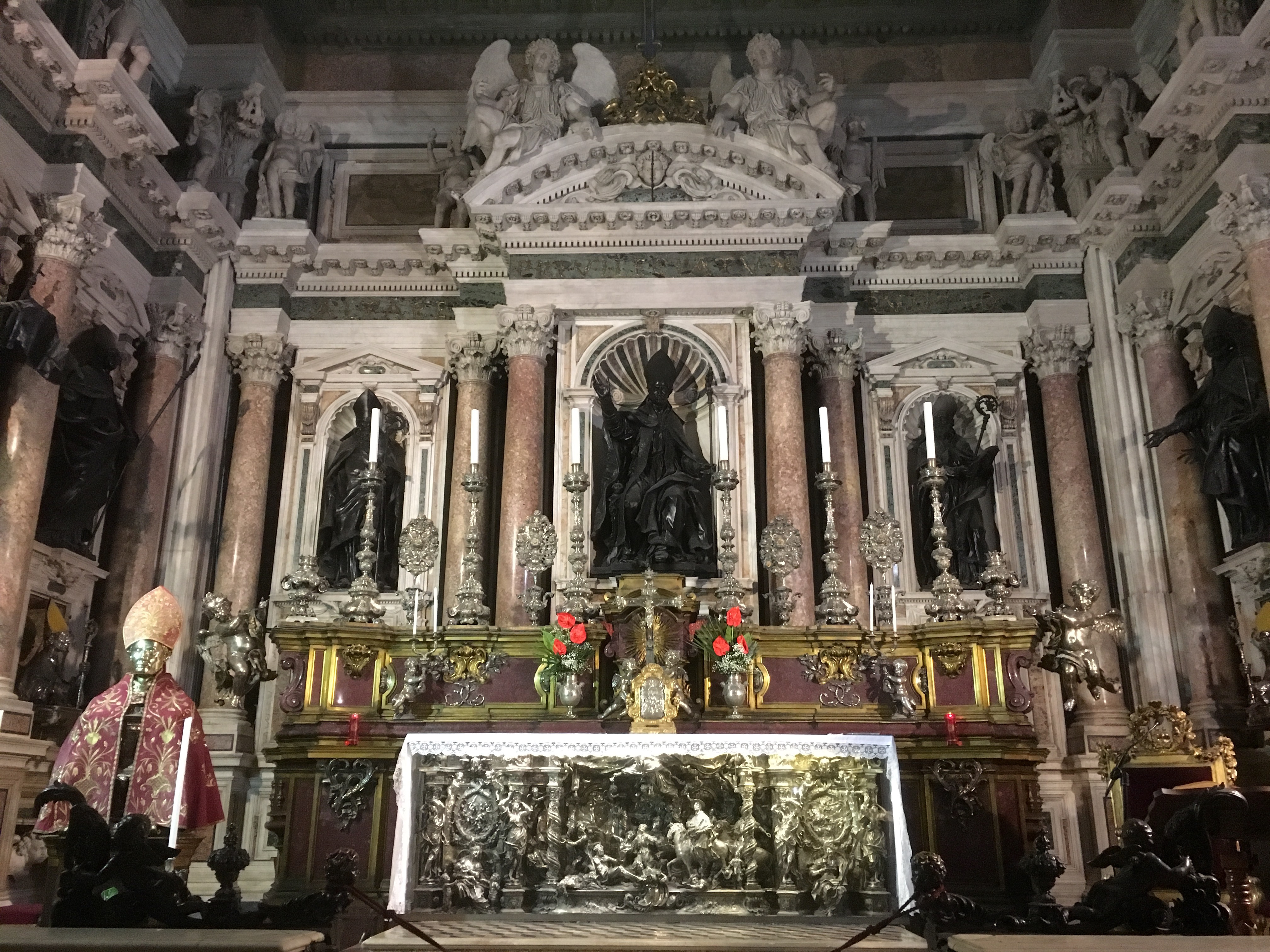
Hauptaltar der Capella del tesoro di San Gennaro, links das silberne Reliquiar des heiligen Gennaro

Die Kathedrale von Neapel (italienisch Duomo di Santa Maria Assunta) ist die Hauptkirche von Neapel, die der Himmelfahrt Mariä geweiht ist. Außerdem werden hier die Reliquien von San Gennaro (Januarius), dem Stadtpatron von Neapel, aufbewahrt, weshalb sie auch als Duomo di San Gennaro bekannt ist.
Zur Kathedrale gehören einige bedeutende Räumlichkeiten, die als eigenständige Strukturen angesehen werden: die berühmte Cappella del tesoro di San Gennaro (Schatzkapelle des heiligen Januarius), wo jedes Jahr das Blutwunder des heiligen Januarius zelebriert wird, und die Basilica di Santa Restituta mit den Überresten des spätantiken Battistero di San Giovanni in fonte. Unter der Kathedrale wurden außerdem Relikte aus römischer und griechischer Zeit gefunden.
Der benachbarte Palazzo Arcivescovile ist der Sitz des Erzbistums Neapel.

## Geschichte
Nach der Überlieferung befindet sich die Kathedrale an der Stelle, wo Asprenas, der erste Bischof von Neapel, seinen Bischofssitz wählte und die Kapelle Santa Maria del Principio errichten ließ. Die heutige Kirche steht auf den Fundamenten zweier frühchristlicher Basiliken, deren Reste zum Teil noch vorhanden sind. Die eine davon geht auf die ersten Jahrzehnte des 4. Jahrhunderts zurück und ist ab dem 8. Jahrhundert als Basilica di Santa Restituta bekannt; sie blieb teilweise und in veränderter Form neben dem linken Seitenschiff erhalten. Die zweite Basilika war Jesus Christus als Erlöser (San Salvatore) geweiht, aber unter dem Namen Stefanìa bekannt, nach ihrem Auftraggeber, dem Bischof Stefano I. (499–501); diese wurde beim gotischen Neubau im 13. Jahrhundert zerstört.
Der Neubau der heutigen Kirche erfolgte ab 1265 im Auftrag von König Karl I. von Anjou und in dem unter seiner Herrschaft sich herausbildenden Stil des Gotico Angioiano. Ihre Errichtung zog sich noch durch die gesamte Regierungszeit seines Nachfolgers Karl II. (1285–1309) und wurde Anfang des 14. Jahrhunderts unter König Robert dem Weisen fertiggestellt.

Plan der Kathedrale von Neapel. Weiß (+ roter Punkt): Kathedrale mit Seitenschiffen; blaue Punkte: Seitenkapellen; gelb: Basilica di S. Restituta; hellgrün: Sakristei; himmelblau: Krypta oder Succorpo di S. Gennaro; dunkelolivgrün: Capella del tesoro di San Gennaro

Die Kirche wurde im Laufe der Zeit immer wieder ergänzt und in verschiedenen Stilen verändert.
Bei einem Erdbeben stürzten 1349 der Campanile und die Fassade ein, sie wurden im 15. Jahrhundert erneuert. Im Jahr 1456 entstanden durch ein weiteres Erdbeben neue Schäden im Kirchenschiff, das ebenfalls teilweise erneuert werden musste.
1497 bis 1506 ließ Kardinal Oliviero Carafa die Krypta (oder Succorpo) unter dem Presbyterium als Aufbewahrungsort der Reliquien von San Gennaro im Stile der Renaissance erbauen.
1608 begannen die Arbeiten an der Cappella del tesoro di San Gennaro nach Plänen von Francesco Grimaldi. Diese zogen sich etwa 40 Jahre hin und an ihrer Ausgestaltung waren einige der bedeutendsten Künstler ihrer Zeit beteiligt.
Im Hauptschiff der Kathedrale ließ Kardinal Decio Carafa (1613–1626) die ursprüngliche Holzdecke durch eine prächtige Kassettendecke mit eingelassenen Ölgemälden ersetzen. Eine weitere Barockisierung fand unter Innico Caracciolo (1667–1685) statt.
Die Kathedrale wurde mehrfach Opfer von Erdbeben: dabei erlitt 1456 und 1688 die Basilica di Santa Restituta aus dem 4. Jahrhundert, die als eine der linken Seitenkapellen überdauert hat, schwere Schäden, und wurde daher Anfang des 18. Jahrhunderts nach Plänen von Arcangelo Guglielmelli rundum erneuert.
Beim Erdbeben von 1732 wurde die Apsis schwer beschädigt und in der Folge unter Giuseppe Spinelli (1734–1754) in z. T. spätbarocken Formen erneuert. Die Arbeiten begannen 1741 nach Plänen von Paolo Posi. Dabei wurden u. a. die ursprünglich gotischen Formen der Fenster verändert.

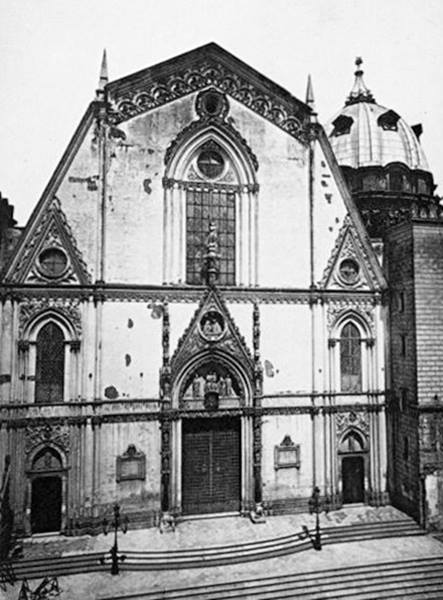
Die Fassade um 1860, vor dem Neubau durch Alvino

Im 19. Jahrhundert fand eine „Restaurierung“ durch Filippo Giudice Caracciolo (1833–1844) statt, und ab 1875 wurde durch Betreiben des Kardinals Sisto Riario Sforza eine neue Fassade im neogotischen Stil errichtet, unter Einbeziehung älterer Elemente wie dem originalen Skulpturenschmuck. Durch den Tod des verantwortlichen Architekten Errico Alvino wurden diese Bauarbeiten verzögert und konnten erst 1905 durch Giuseppe Pisanti (einem Schüler Alvinos) und Nicola Breglia beendet werden.
Auch nach dem Zweiten Weltkrieg waren wichtige Restaurierungen sowohl der Kathedrale selber als auch des angrenzenden erzbischöflichen Palastes notwendig. Sie wurden 1969 bis 1972 unter Leitung von Roberto Di Stefano durchgeführt.
Eine weitere Restaurierungs- und Konsolidierungsphase wurde durch das Erdbeben von 1980 ausgelöst und vom Provveditorato alle Opere Pubbliche und der zuständigen Soprintendenza durchgeführt.

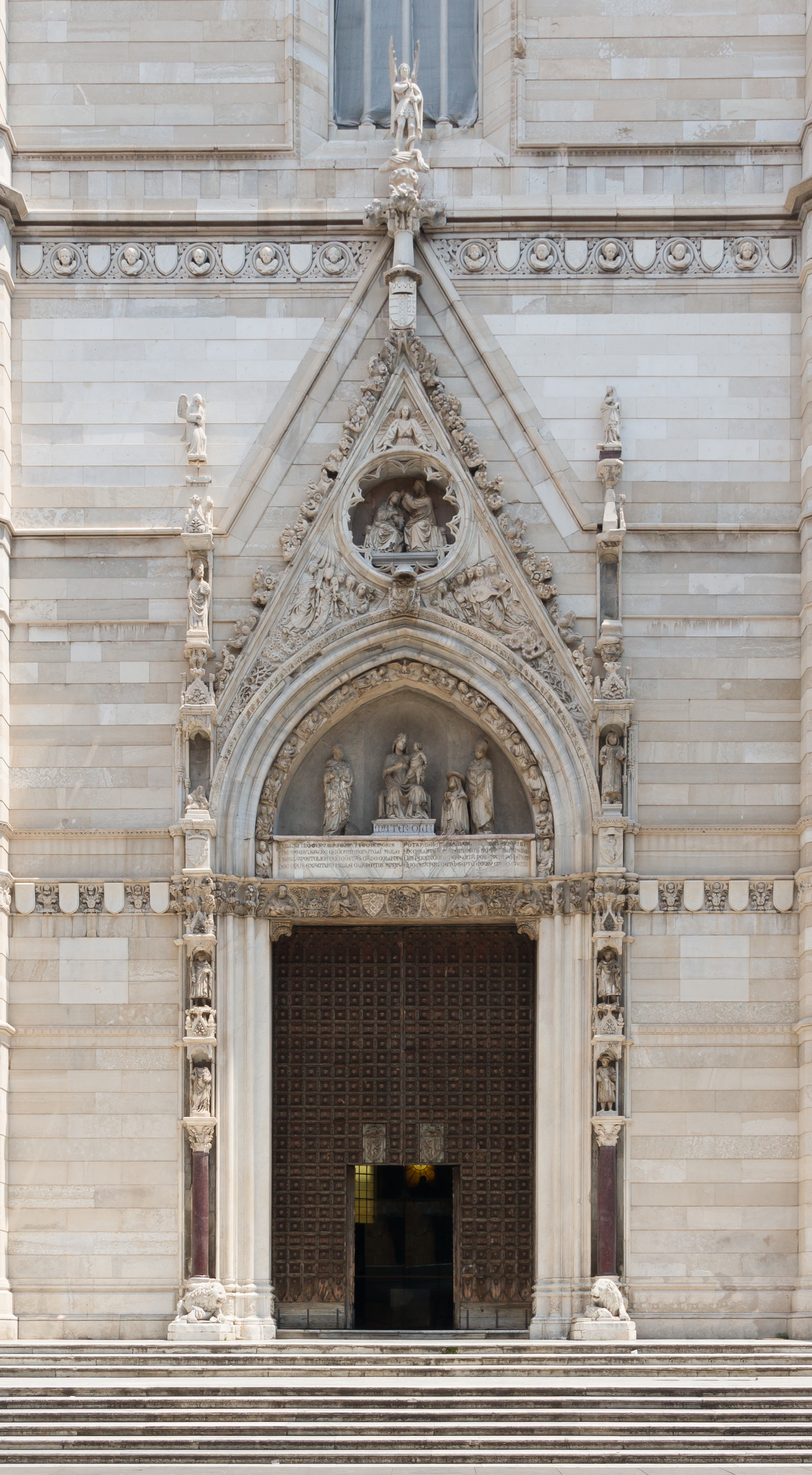
Hauptportal

## Beschreibung

### Äußeres
Die Fassade wurde im späten 19. Jahrhundert nach Entwürfen von Enrico Alvino erneuert; die ursprünglich von ihm vorgesehenen Türme zu beiden Seiten wurden jedoch nicht ausgeführt. Der originale Skulpturenschmuck aus dem Mittelalter von Tino di Camaino und Antonio Baboccio da Piperno ist besonders am Hauptportal und an den beiden Seiteneingängen noch fast original erhalten. Andere Figuren und Bildhauerarbeiten wurden von Bildhauern des späten 19. Jahrhunderts ergänzt.
Das rechte der drei Portale darf traditionellerweise nur bei besonderen Gelegenheiten geöffnet werden, wie z. B. während der Feste des San Gennaro oder (theoretisch) bei Eheschließungen der Familie Capece Minutolo.

### Inneres

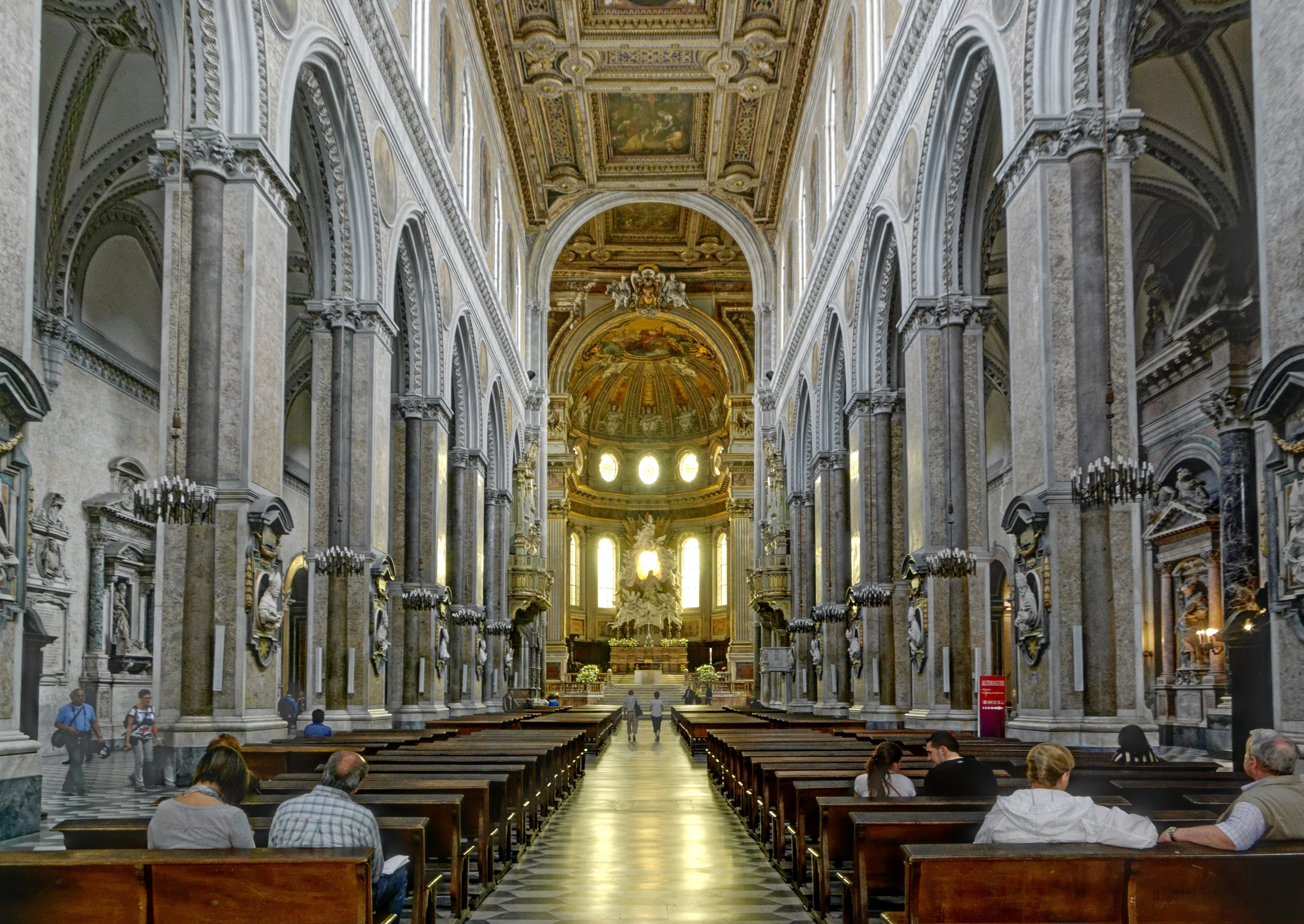
Innenraum

Die Mischung verschiedener Stile verleiht dem Innenraum einen eigenwilligen Charakter. Er hat die Form eines lateinischen Kreuzes mit einem Hauptschiff und zwei Seitenschiffen, an die sich verschiedene Seitenkapellen anschließen. Seitenschiffe und Mittelschiff werden durch jeweils 8 riesige Pfeiler voneinander getrennt, an deren Basis antike römische Säulen eingearbeitet sind. Die Wände und Pfeiler sind mit einem cremefarbenen, grau gesprenkelten Marmor verkleidet, abgesetzt mit weißem Marmor an den Umrahmungen, Gesimsen und Bögen und mit weißem Stuckdekor. Das Mittelschiff ist etwa 100 m lang und ca. 48 m breit.
Die farbig gefasste und teilvergoldete Kassettendecke aus dem 17. Jahrhundert ist mit fünf großen Szenen aus der Kindheit Jesu in Öl auf Leinwand geschmückt: die Anbetung der Hirten von Giovanni Balducci, die Anbetung der Könige von Giovanni Vincenzo da Forlì, die Beschneidung von Flaminio Allegrini, und schließlich die Verkündigung sowie die Präsentation im Tempel von Girolamo Imparato. An den Wänden des Mittelschiffs zwischen den Pfeilern und darüber zwischen den Fenstern befinden sich Medaillons mit Fresken von Luca Giordano, oben Apostel und Kirchenväter, und unten Heilige Patrone von Neapel. Im 17. und 18. Jahrhundert wurden an den sechzehn Pfeilern Aediculae mit Büsten der ersten Bischöfe Neapels angebracht.

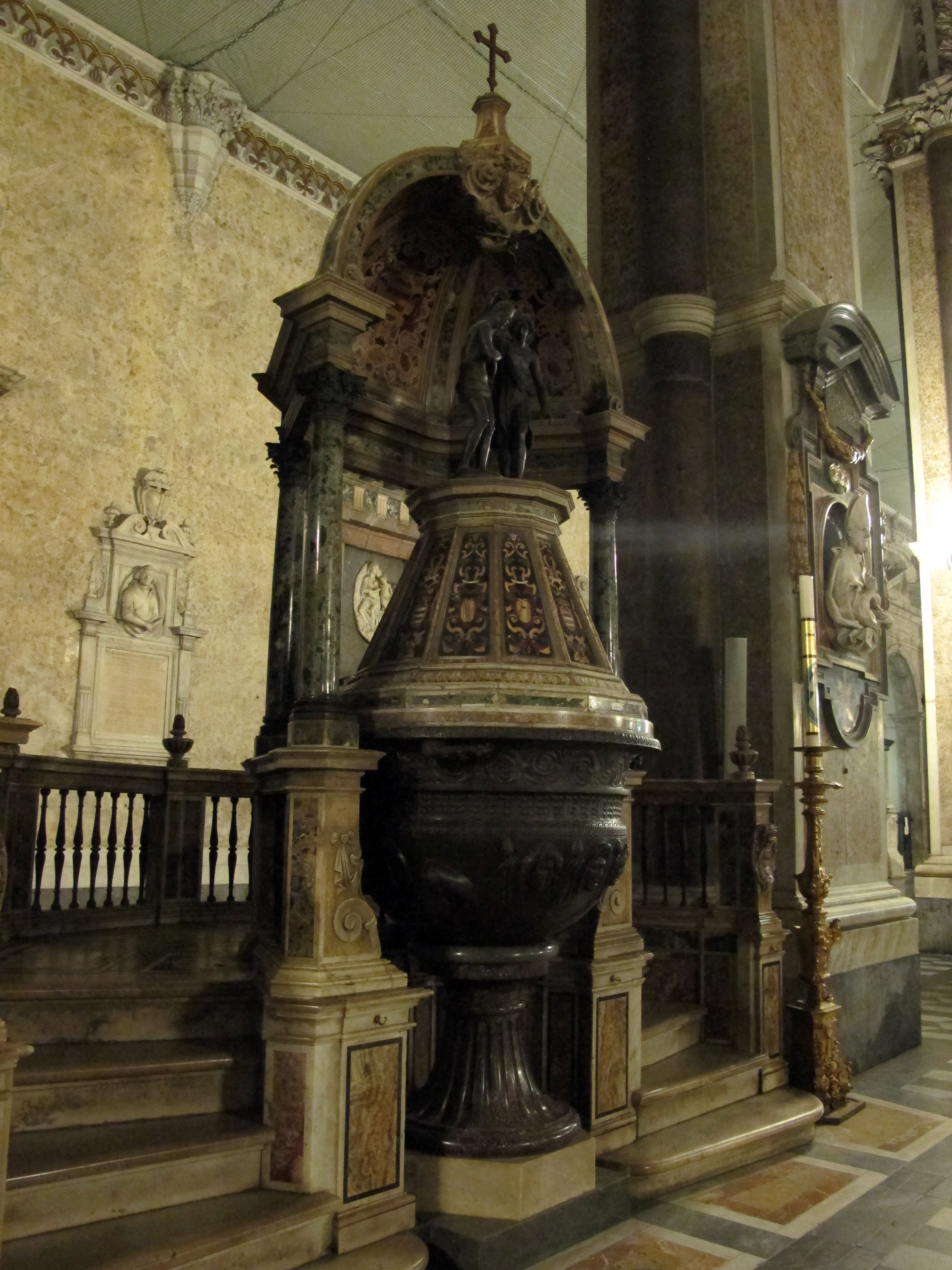
Taufbecken mit hellenistischer Schale

An der Eingangsfassade erheben sich die Grabmäler von Karl I. von Anjou, Carl Martell d’Anjou, König von Ungarn, und von dessen Frau Clemenza von Habsburg. Sie wurden 1599 vom Vizekönig Enrique de Guzmán bei Domenico Fontana in Auftrag gegeben, als Ersatz für die zerstörten Originale aus dem 14. Jahrhundert.
Das Taufbecken unter der ersten Arkade links besteht im unteren Teil aus einer hellenistischen antiken Schale aus schwarzem ägyptischem Basalt, der Aufsatz aus Bronze und polychromen Marmorinkrustationen ist mit 1618 datiert.
In der letzten Arkade vor dem Querschiff befinden sich rechts und links zwei gegenüberliegende Emporen mit den beiden historischen Orgelgehäusen aus dem 18. Jahrhundert (genaueres zu den Orgeln: siehe unten). Unter der rechten Empore erhebt sich die marmorne Kanzel mit einem Relief von Annibale Caccavello (zugeschrieben), unter der linken Orgelempore der gotische Baldachin des Bischofsthrons (cattedra episcopale) vom Ende des 14. Jahrhunderts.

### Querschiff

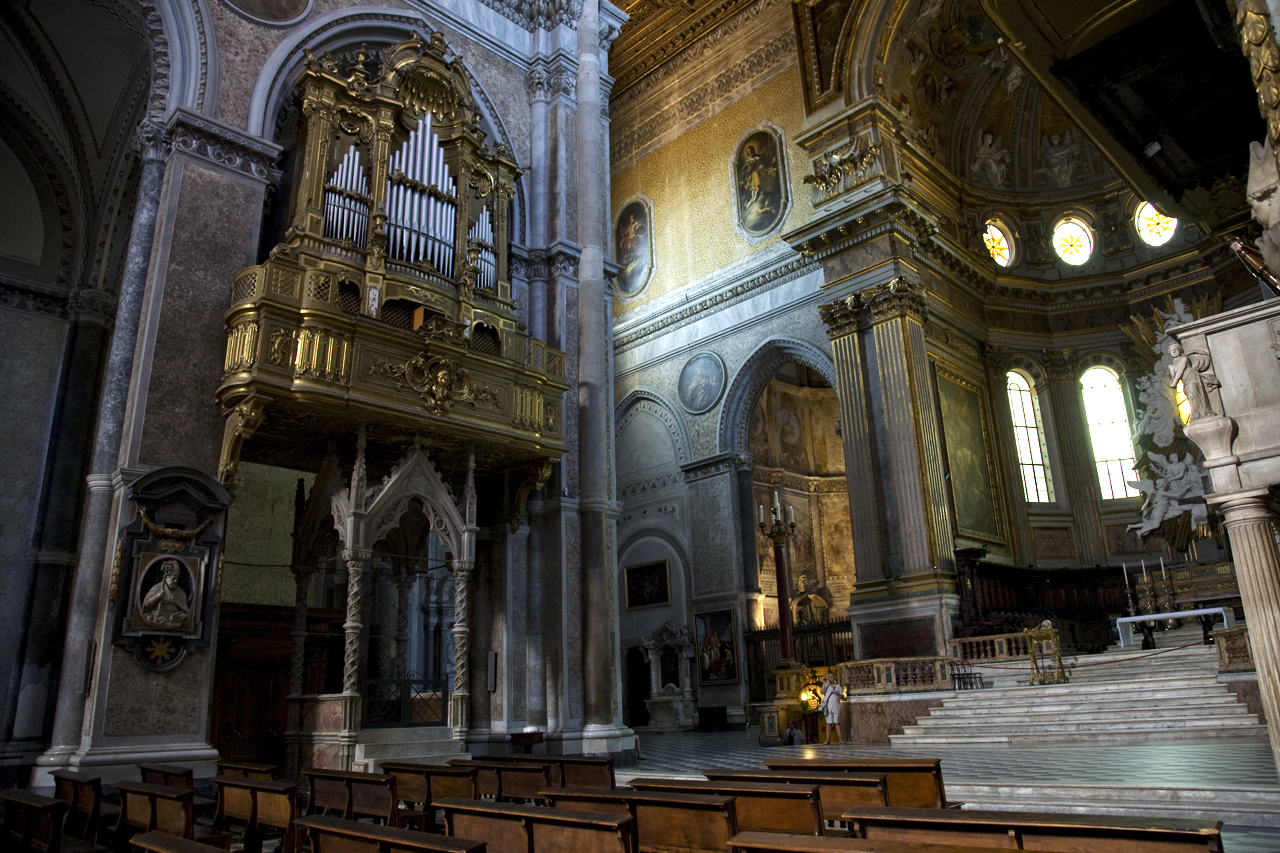
Blick von der Kanzel ins linke Querschiff mit Orgel

Das Querschiff ist etwas höher im Vergleich zum Hauptschiff und wurde während der Restaurierungen des 19. Jahrhunderts in eine neogotische Richtung verändert. Auch hier gibt es eine Kassettendecke aus dem 17. Jahrhundert mit Gemälden von Forlì (Erscheinung Jesu vor Maria), Balducci (Auferstehung und Pfingsten), sowie zwei Szenen, die man spätmanieristischen Meistern der lokalen Schule zuschreibt (Erscheinung Jesu vor den Aposteln und Marienkrönung).
An den Wänden wird Luca Giordanos Serie von Medaillons mit Heiligen Patronen Neapels aus dem Hauptschiff fortgesetzt; der Zyklus wurde von Francesco Solimena fertiggestellt, von dem zwei Bilder stammen.
Im Querschiff gibt es acht Seitenkapellen, vier an der Wand zum Presbyterium (je zwei rechts und zwei links) und vier an den Hauptwänden (eine links und drei rechts).

#### Linkes Querschiff
Auf der linken Seite vom Chor liegt die Cappella Galeota (oder del Santissimo Sacramento), mit Grabmälern der Familie Galeota von Cosimo Fanzago und Lorenzo Vaccaro, einem Gemälde von Andrea di Lione, und einer Madonna mit Kind von Pietro Befulco (16. Jahrhundert).

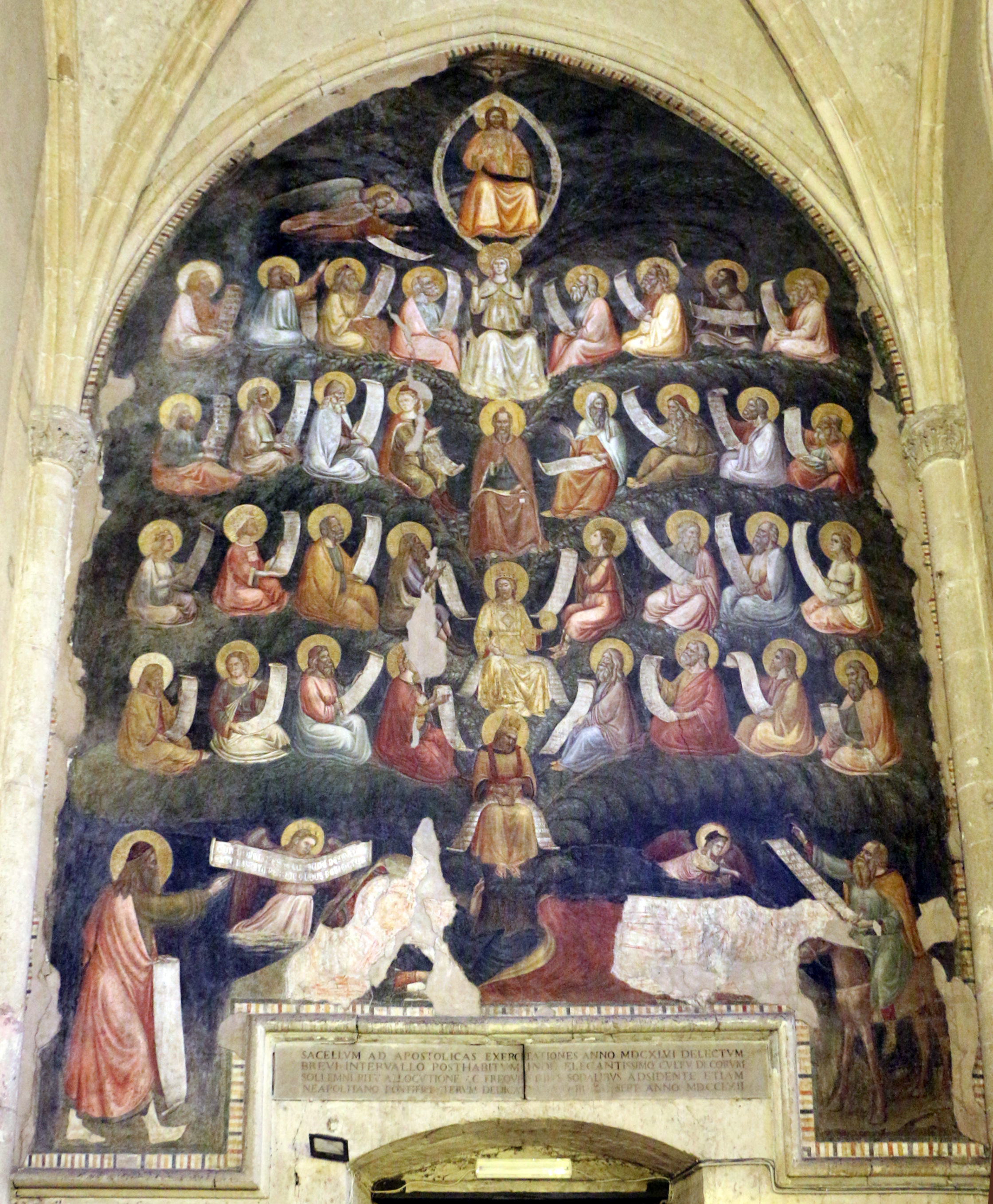
Capella degl’Illustrissimi: Wurzel Jesse von Lello da Orvieto (zugeschr.), ca. 1315

Von besonderem Interesse ist die zweite Kapelle, die dem Heiligen Lorenz geweiht ist und auch Capella degl’Illustrissimi genannt wird. Sie wurde von Erzbischof Umberto d’Ormonte um 1320 in Auftrag gegeben und hat an den Wänden Reste einer Freskendekoration, die Lello da Orvieto zugeschrieben wird, insbesondere die „Wurzel Jesse“ (auch „Lebensbaum“ genannt (Albero della vita)).
An der linken Rückwand des Querschiffs hängen die bemalten Orgelflügel, mit denen man die ehemaligen Orgeln von 1549 und 1652 schließen konnte. Die Flügel der Renaissanceorgel wurden von Giorgio Vasari bemalt, links sieht man eine Geburt Christi und rechts Sieben Patrone Neapels; die Orgeln selber wurden im 18. Jahrhundert beim Bau der neuen Orgel in die Kirche Santa Maria la Nova überführt, nur die Flügel behielt man hier.
Vom linken Querschiff gelangt man zur Sakristei (ehemals Cappella di San Ludovico), die im 18. Jahrhundert von Filippo Buonocore im Barockstil renoviert wurde. Das Deckengemälde San Gennaro betet zur Dreifaltigkeit ist von Santolo Cirillo. Die Wände wurden von Alessandro Viola dekoriert mit Tondi der Bildnisse aller Erzbischöfe von Neapel, eingefasst in Stuckrahmen. Es gibt außerdem Gemälde von Aniello Falcone und Giovanni Balducci.

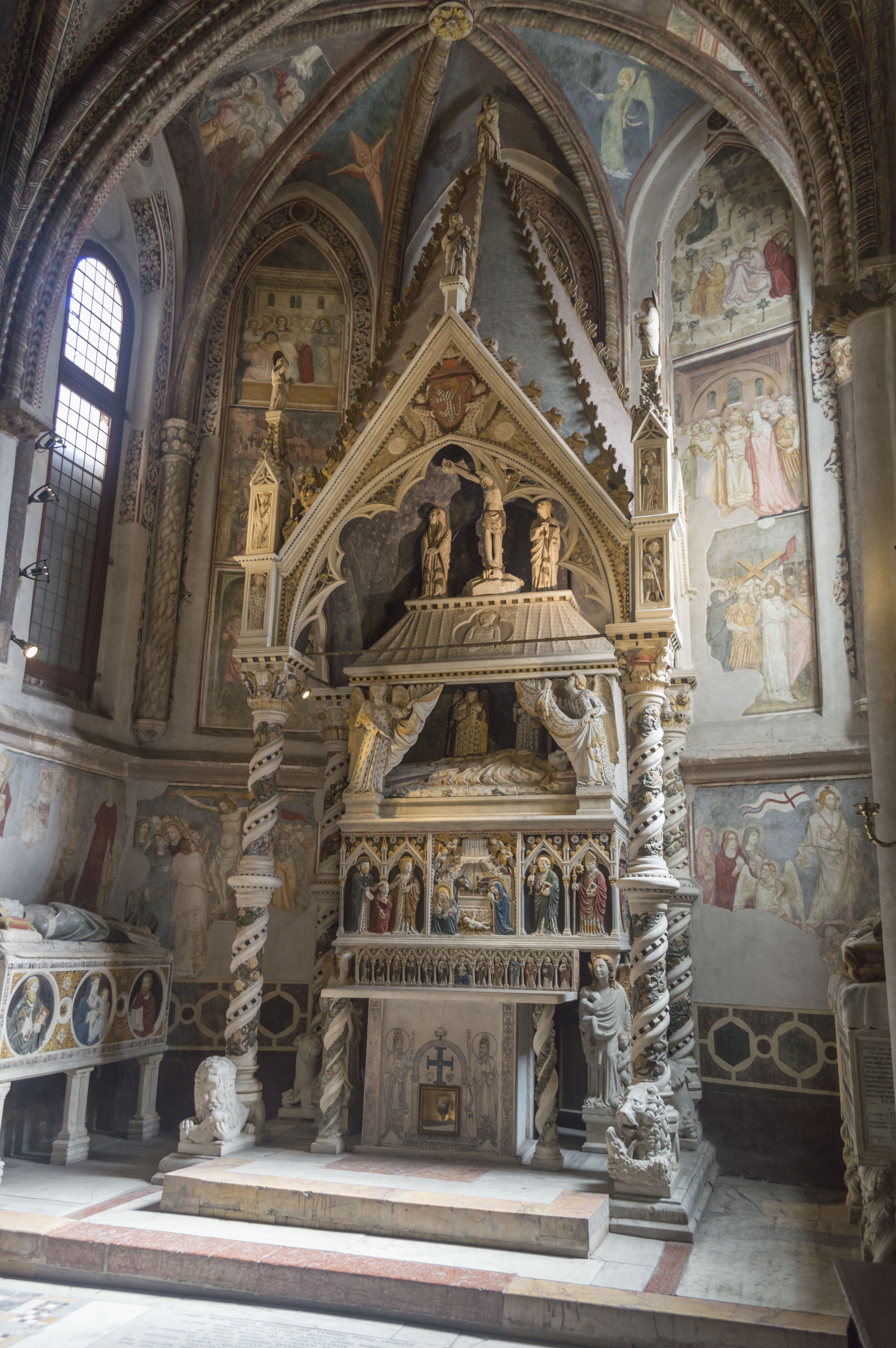
Cappella Minutolo

#### Rechtes Querschiff
Rechts vom Chor befinden sich im Uhrzeigersinn: auf der Seite des Chores die Kapelle von Sant’Aspreno und die Minutolo-Kapelle; und an der Hauptwand die drei Kapellen dell’Assunta (Himmelfahrt Mariä), dell’Annunziata (Verkündigung) und della Maddalena.
Die Minutolo-Kapelle in der Ecke hat ihr gotisches Aussehen aus dem 14. Jahrhundert am meisten bewahrt. Hier befindet sich das Grabmal des Filippo Minutolo, das in Boccaccios Decamerone in der Novelle des Andreuccio da Perugia erwähnt wird. Der Marmorfußboden stammt aus dem 13. Jahrhundert, die Fresken schufen Montano d’Arezzo (1285–1290) und ein anonymer Künstler.

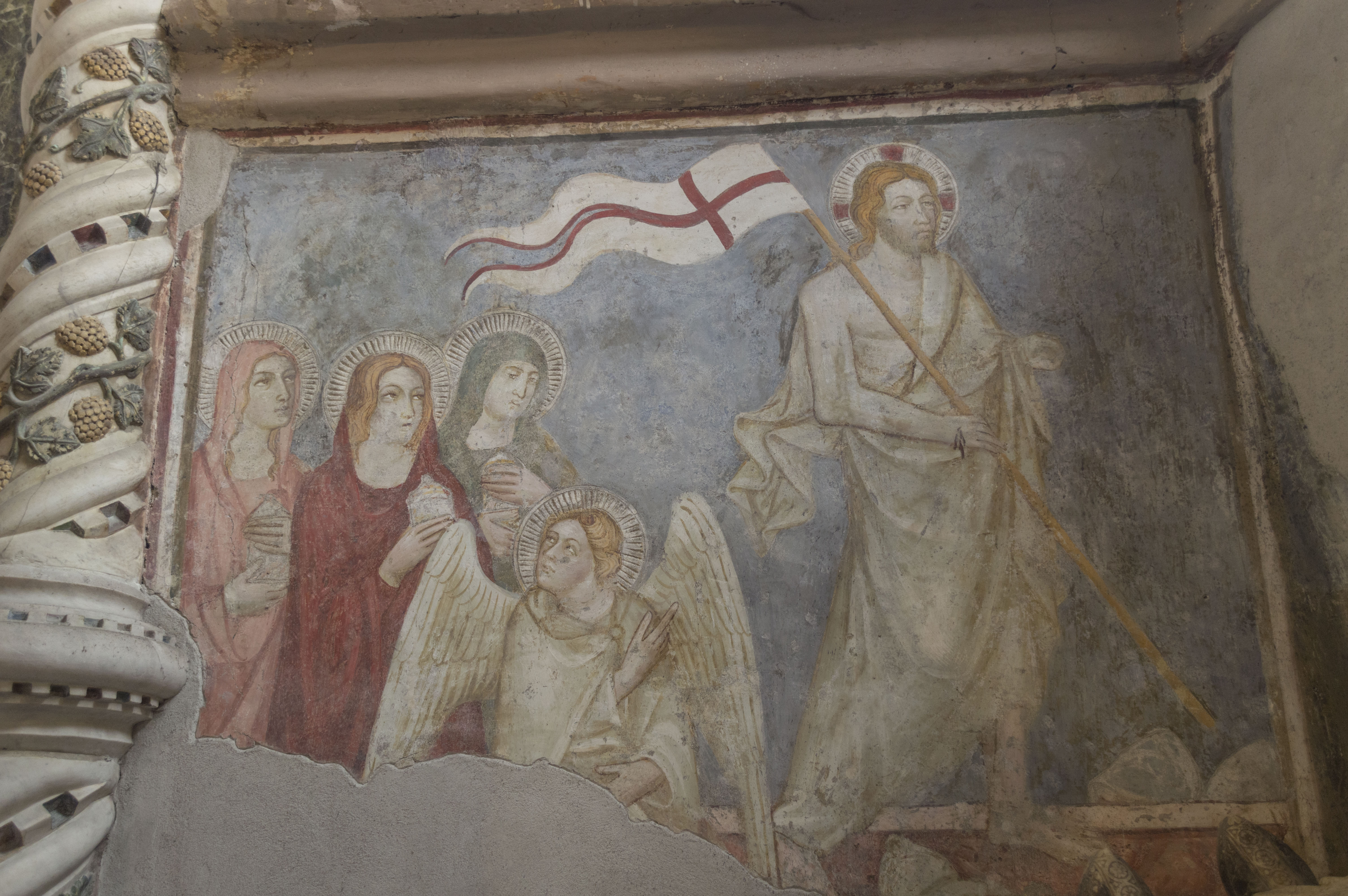
Cappella Minutolo: Detail der Fresken mit Auferstehung Christi

In der benachbarten Capella dell’Assunta wird Peruginos Himmelfahrt aufbewahrt, die er für Kardinal Oliviero Carafa malte und die ursprünglich den Hauptaltar zierte.

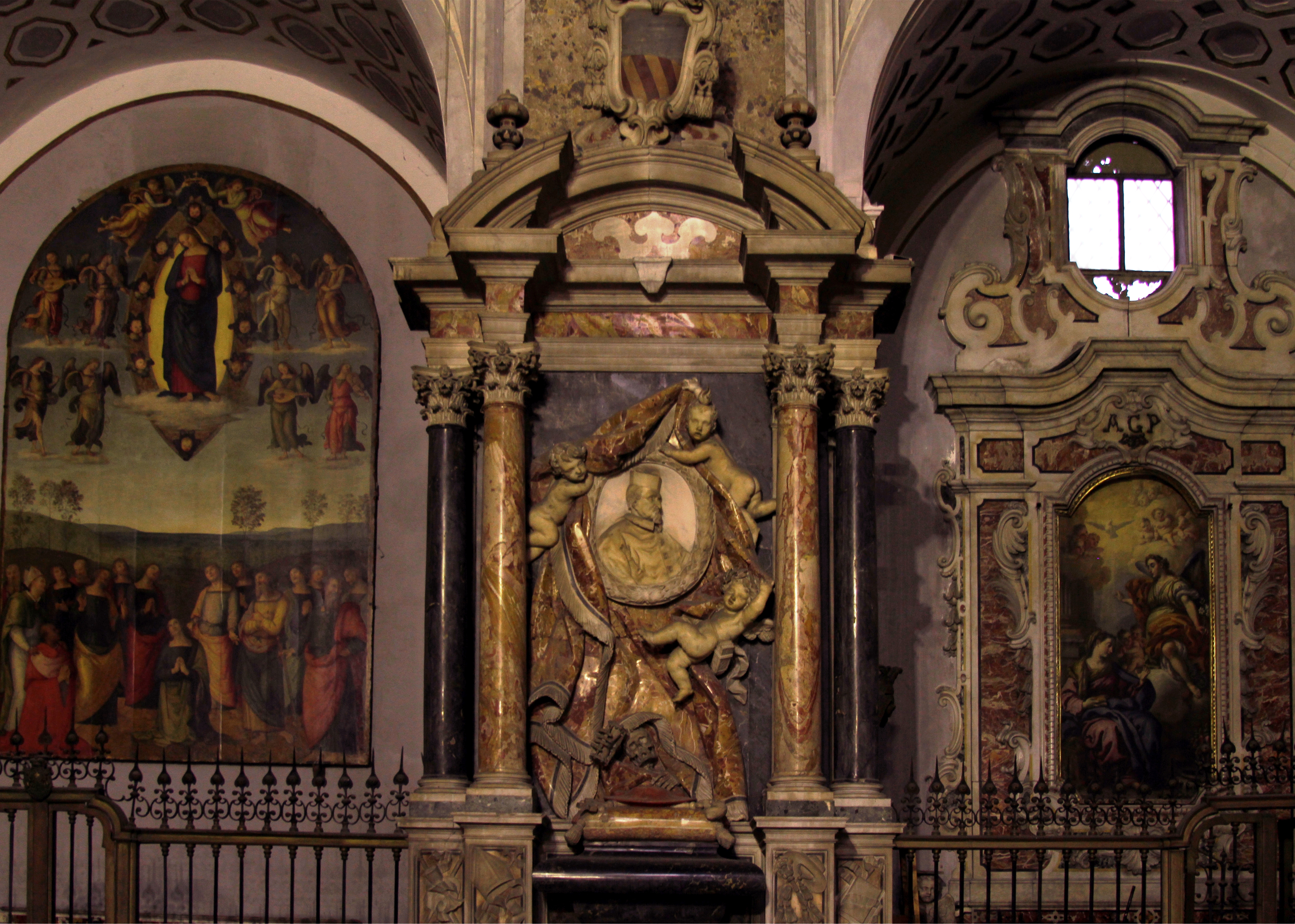
Zwei Kapellen am Ende des rechten Querschiffarms, links die Cappella dell’Assunta mit der Himmelfahrt Mariä von Perugino

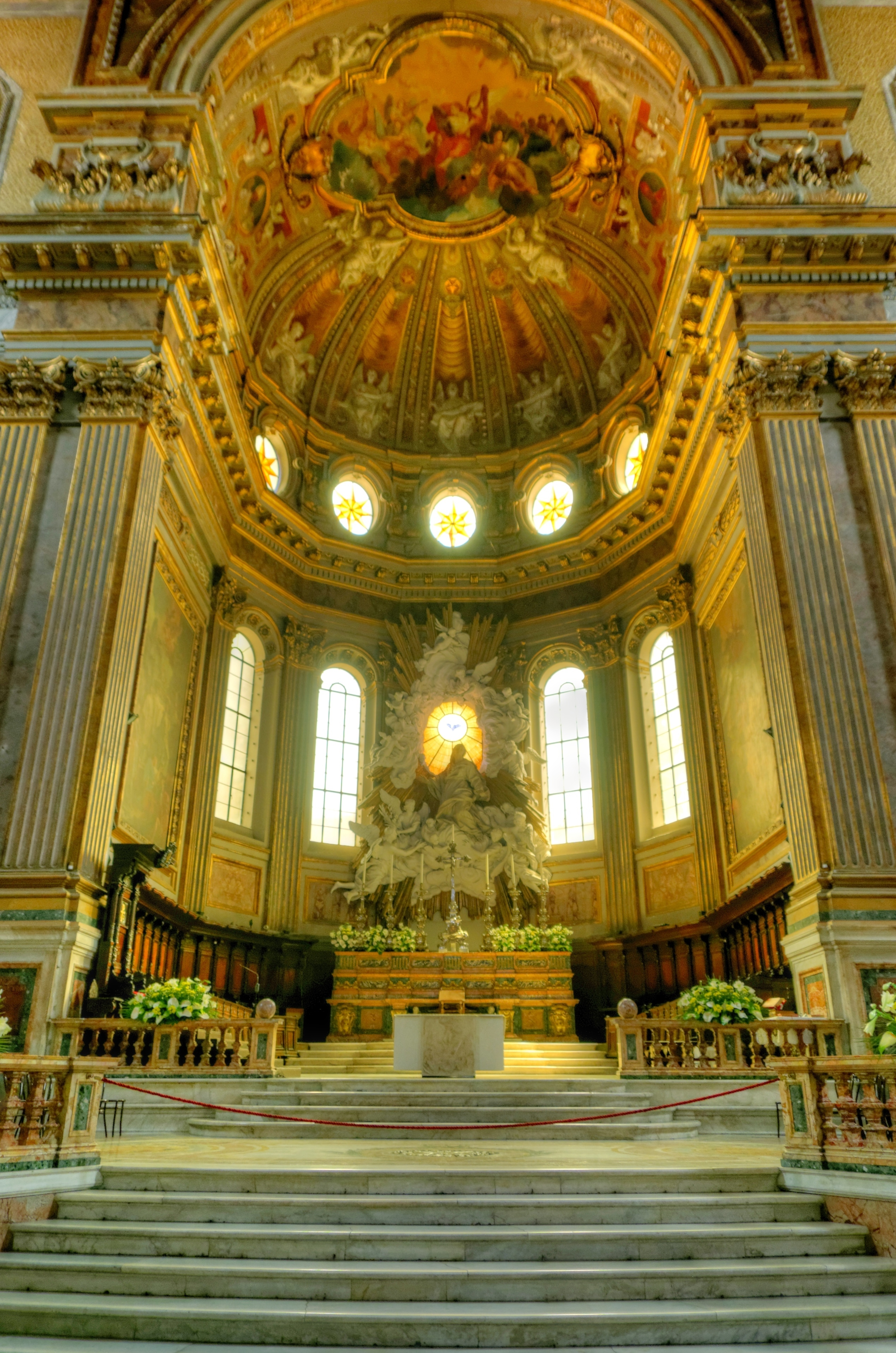
Chorraum

### Chor und Apsis
Die Hauptkapelle in der Apsis ist das Ergebnis diverser Umgestaltungen im 16. und im 18. Jahrhundert. Ab 1714 wurde der Chorraum durch Paolo Posi verlängert und das Deckengewölbe herabgesenkt. Das Ganze ist eindeutig von Berninis cattedra Petri im Petersdom inspiriert. Im Hauptaltar werden Reliquien der Heiligen Agrippinus, Acutius und Eutychios aufbewahrt, die Skulpturengruppe der Himmelfahrt darüber schuf Pietro Bracci 1739 (Schöpfer der Fontana di Trevi). Das Chorgestühl ist ein Werk von Marc’Antonio Ferraro.
Die Fresken im Gewölbe und an der rechten Seite malte Stefano Pozzi, die Szene der Überführung der Reliquien der Heiligen Acuzio und Eutiche von Pozzuoli nach Neapel auf der linken Seite ist von Corrado Giaquinto.

### Succorpo (Krypta)
Unter dem Chor liegt die Cappella del Succorpo oder Krypta (auch genannt Confessione di San Gennaro oder Cappella Carafa), in die man über zwei Treppen in der Nähe der Balustrade der Chorkapelle gelangt.

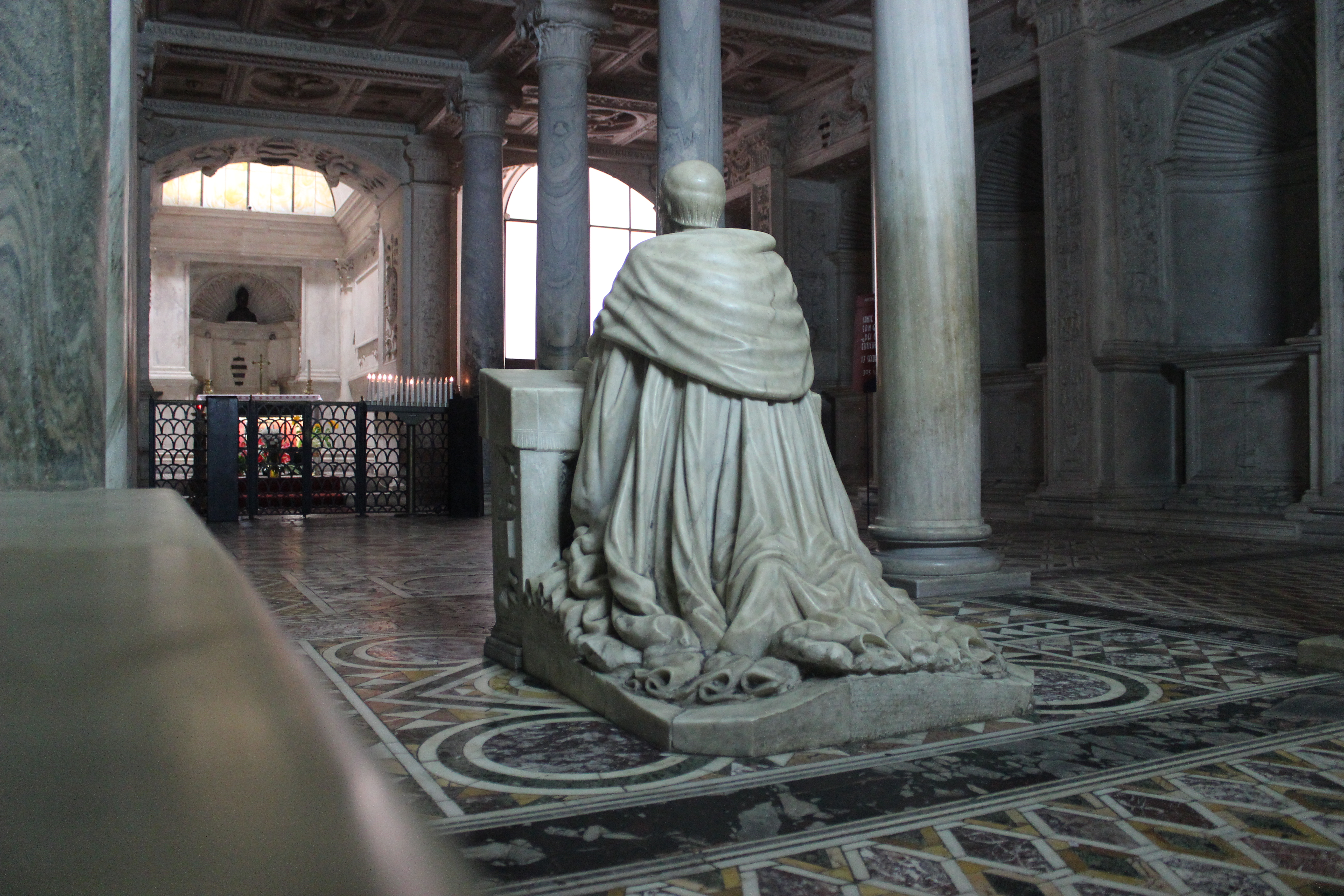
Capella del Succorpo mit Statue des Kardinals Oliviero Carafa

Sie ist ein Werk der Renaissance, das von 1497 bis 1506 im Auftrag von Kardinal Oliviero Carafa geschaffen wurde. Dieser hatte dafür gesorgt, dass die Reliquien von San Gennaro, die sich seit 831 im Santuario di Montevergine in Avellino befunden hatten, nach Neapel gebracht wurden.
Einige Fachleute halten die Kapelle für ein Werk von Bramante, doch deuten andere Daten auf den lombardischen Künstler Tommaso Malvito als Urheber. Der Raum wird durch marmorne Säulen in drei Schiffe unterteilt: in der mittleren befindet sich eine Skulptur des Kardinals Oliviero Carafa in Gebetshaltung. Der gesamte Raum einschließlich Fußboden und Kassettendecke ist mit einer kostbaren Dekoration aus polychromem Marmor und Reliefs im Groteskenstil ausgestattet. In der Apsisnische befinden sich der Reliquienschrein des San Gennaro.

### Seitenschiffe und Seitenkapellen

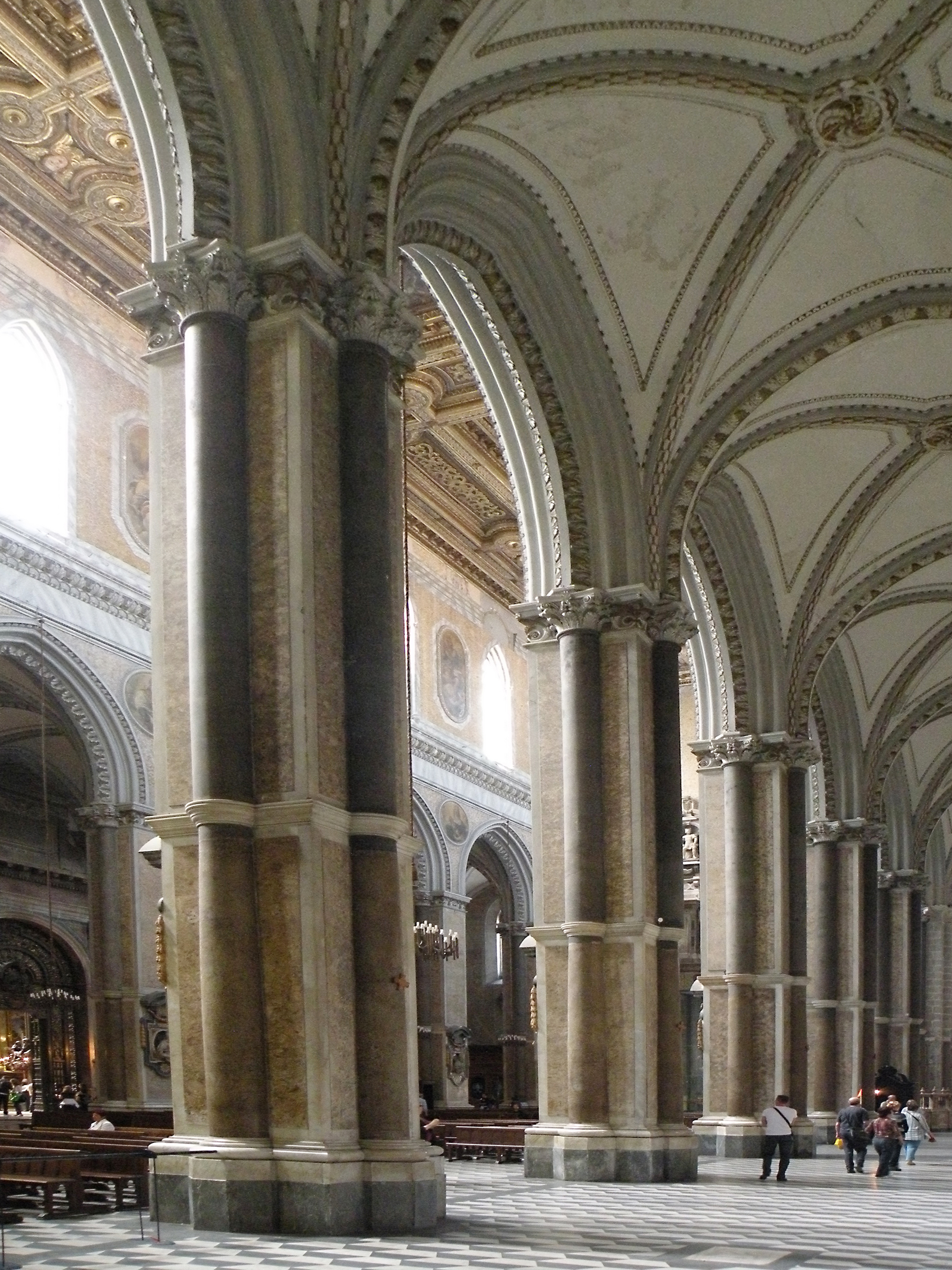
Im Seitenschiff

#### Linkes Seitenschiff
In den Seitenschiffen gibt es insgesamt zehn Kapellen (fünf auf jeder Seite), und außerdem Altäre, Grabmäler und Skulpturen aus einem Zeitraum vom 13. bis zum 19. Jahrhundert.
Die zweite Kapelle links ist dem heiligen Theodor (San Teodoro) geweiht; die Figuren sind von Bartolomé Ordóñez und das Altarblatt Der ungläubige Thomas von Marco da Siena.
Neben dem Eingang zur dritten Kapelle links befinden sich u. a. Grabmäler der Kardinäle Alfonso Gesualdo (dem Onkel des Komponisten; von Michelangelo Naccherino und Tommaso Montani) und Alfonso Carafa (Anonymus), außerdem Zenotaphe von drei Mitgliedern der Familie Filomarino, letztere wurden von Giulio Mencaglia und Giuliano Finelli geschaffen.
Die vierte Cappella Brancaccio wurde Ende des 16. Jahrhunderts von Giovanni Antonio Dosio entworfen; die Skulpturen von Petrus und Paulus am Eingang schuf Pietro Bernini, das Relief der Verkündigung und des Ewigen Gottvaters auf dem Tympanon Girolamo D’Auria. Das Altarbild Taufe Jesu ist von Francesco Curia.

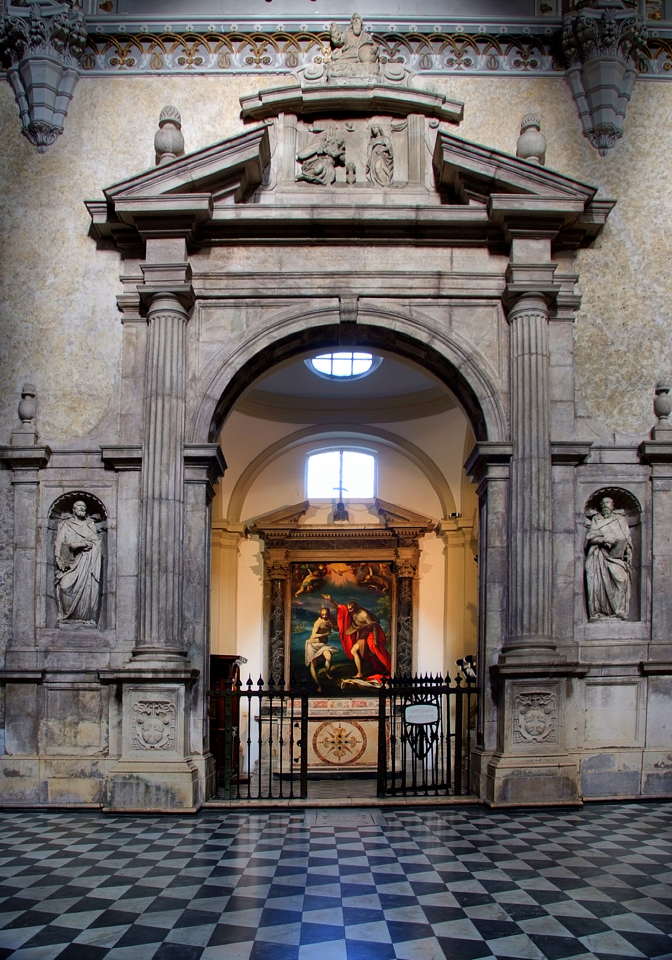
Cappella Brancaccio
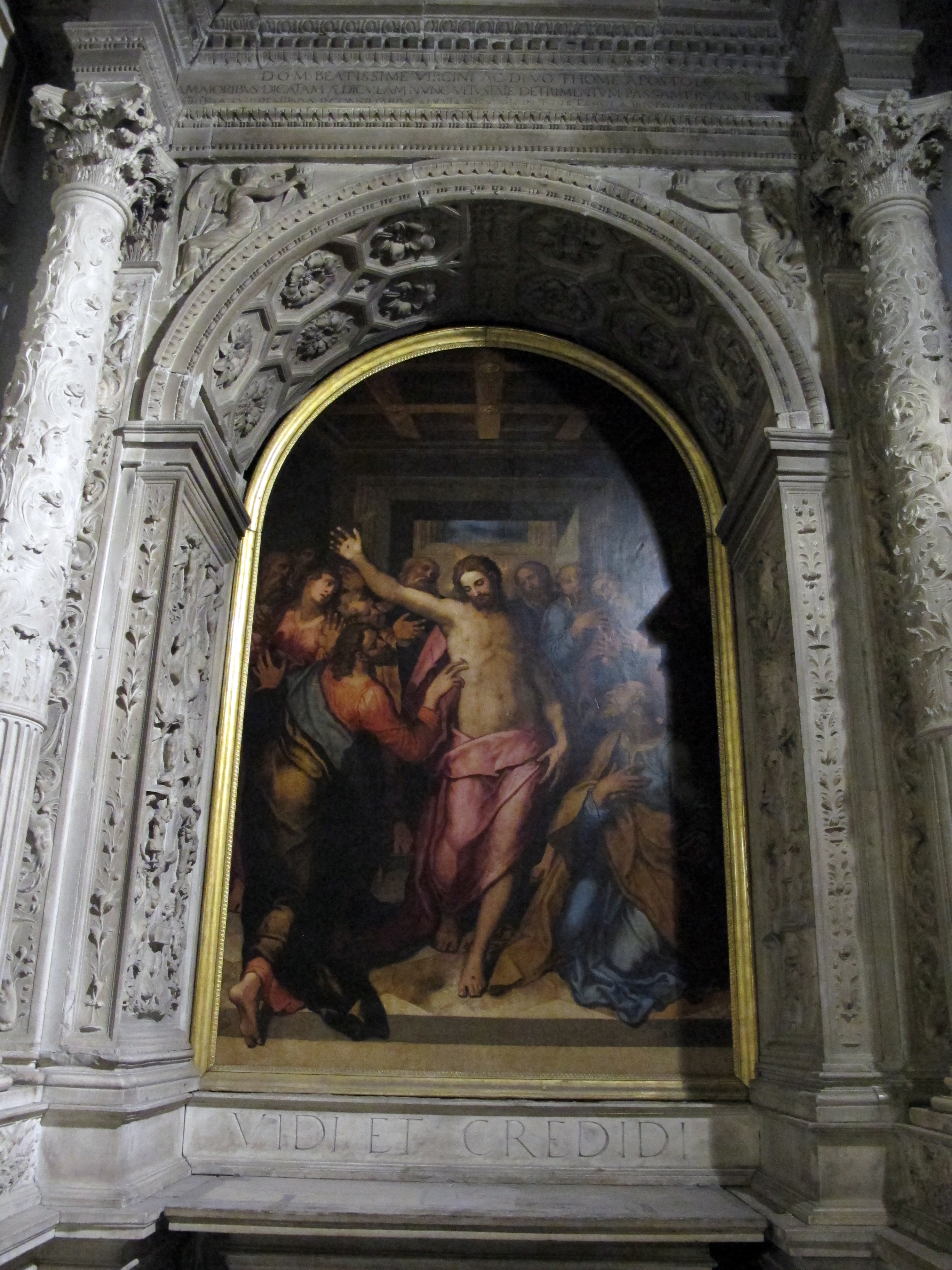
Cappella Teodoro: „Der ungläubige Thomas“ von Marco Pino

Am Ende des linken Seitenschiffs, kurz vor dem Querschiff ist der Eingang zu den archäologischen Ausgrabungen des Doms.

#### Basilica di Santa Restituta (3. Kapelle links)

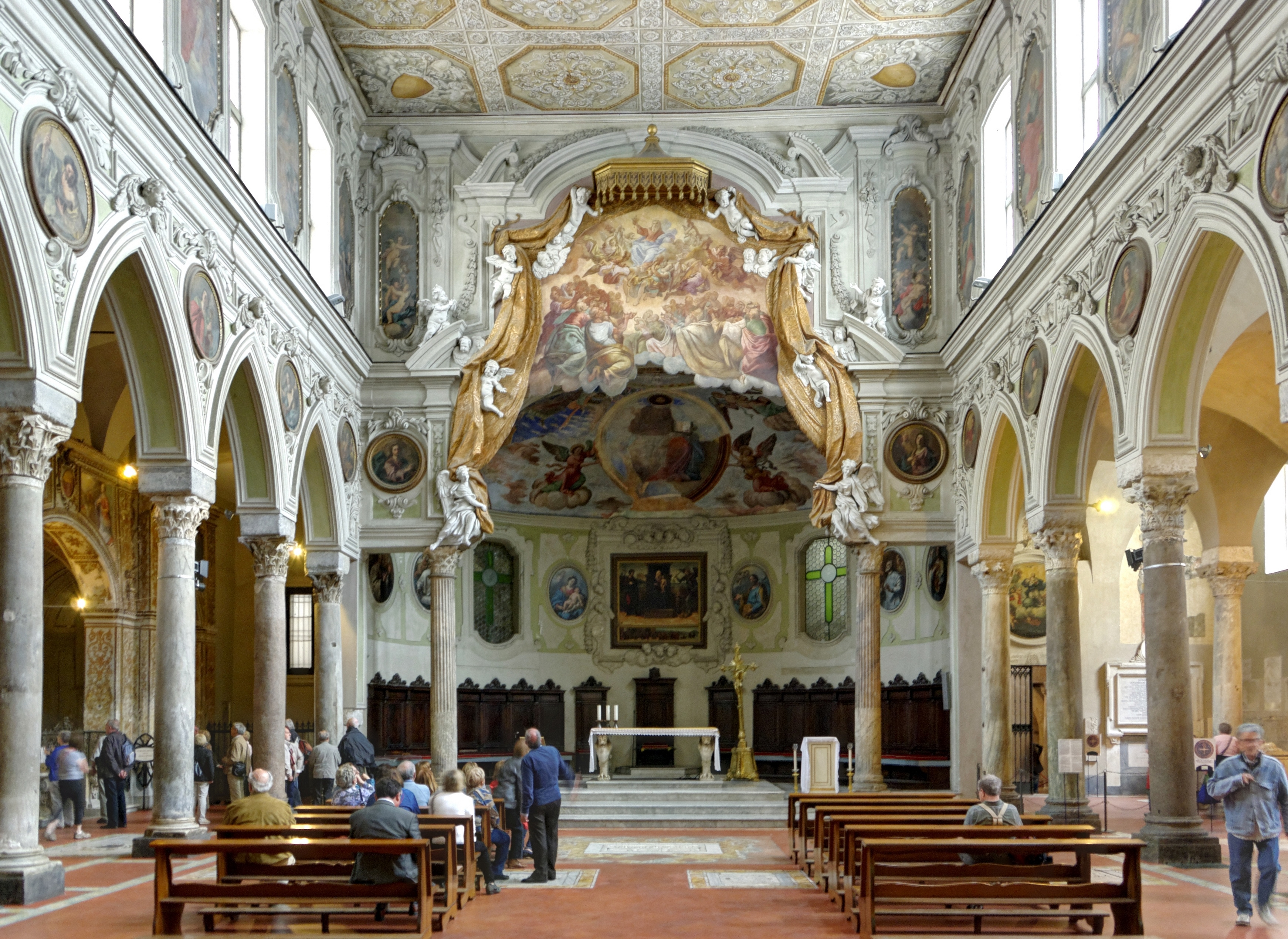
Basilica di Santa Restituta

Als dritte Kapelle der linken Seite fungiert die Basilica di Santa Restituta (Basilika der heiligen Restituta), einer der größten Räume des Domes. Ursprünglich im 4. Jahrhundert erbaut, wurde sie im Laufe der Jahrhunderte mehrfach umgeformt, doch ist die frühchristliche Struktur von einem rechteckigen Kirchenschiff mit zwei Seitenschiffen, die durch Säulen vom Hauptraum abgeteilt werden, noch gut zu erkennen; die Säulen sind antike Originale. Nach Schäden durch mehrere Erdbeben wurde die Basilika im 17. Jahrhundert unter Leitung von Arcangelo Guglielmelli renoviert und mit barockem Stuck versehen. Der Freskenschmuck stammt von Luca Giordano. Ungewöhnlicherweise wurden bei der Barockisierung die Spitzbögen des gotischen Umbaus aus dem Hochmittelalter beibehalten. Es sind außerdem Skulpturen aus dem 14. Jahrhundert erhalten, sowie ein Apsismosaik Madonna mit Kind, San Gennaro und Santa Restituta von Lello da Orvieto von 1322.

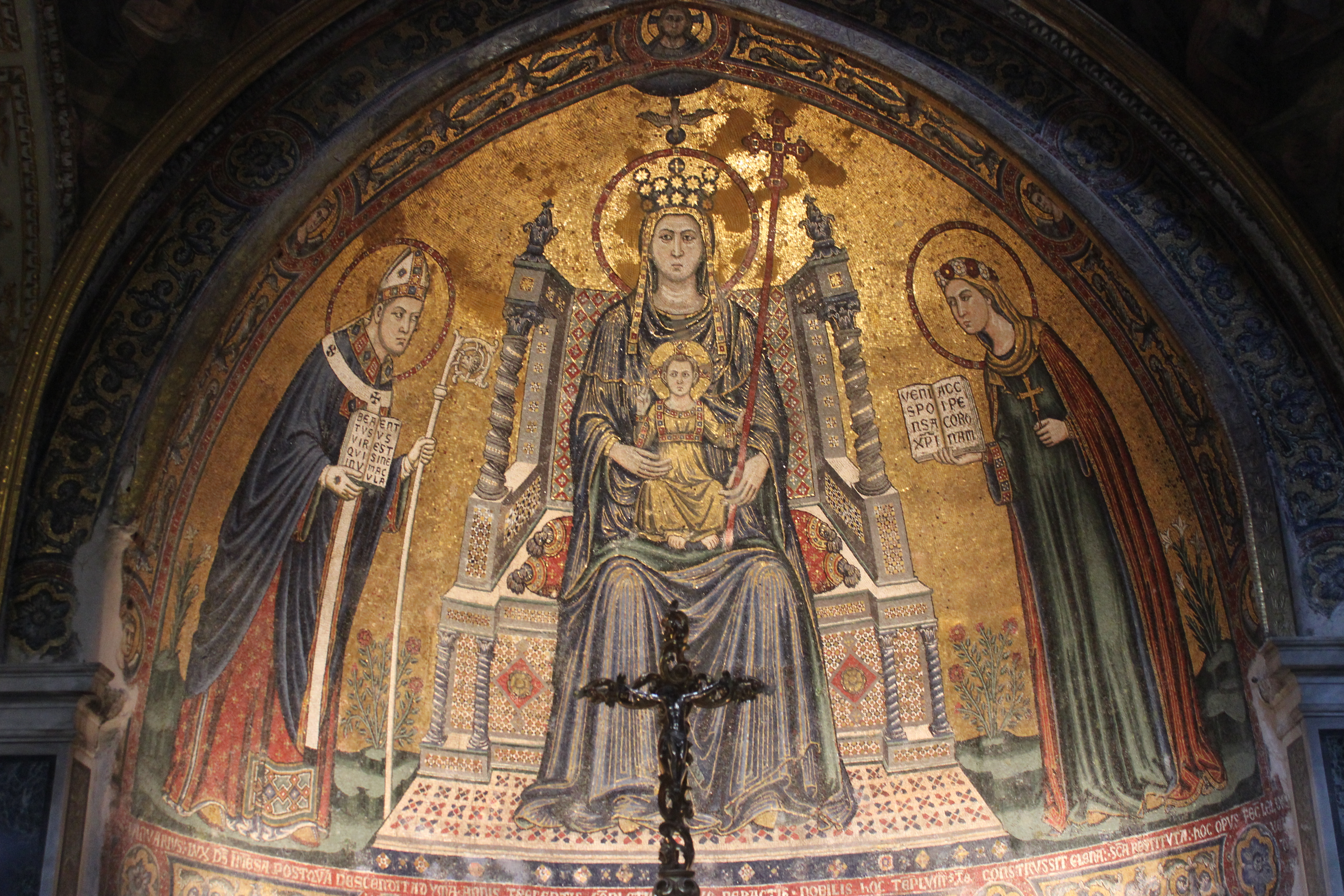
Apsismosaik „Madonna mit Kind, San Gennaro und Santa Restituta“ von Lello da Orvieto, 1322, Basilica di Santa Restituta

Am Ende des rechten Seitenschiffs der Basilika liegt das Battistero di San Giovanni in Fonte, das als ältestes Baptisterium des Okzidents gilt. Es wurde zwischen 364 und 410 erbaut, einige Jahrzehnte vor demjenigen des Lateran, das erst unter Sixtus III. entstand (432–440). Die wertvolle originale Dekoration mit Mosaiken aus dem 4. Jahrhundert ist teilweise noch erhalten und zeigt typische Szenen frühchristlicher Ikonographie, wie den Guten Hirten, den wunderbaren Fischfang, evangelische Symbole u. a.

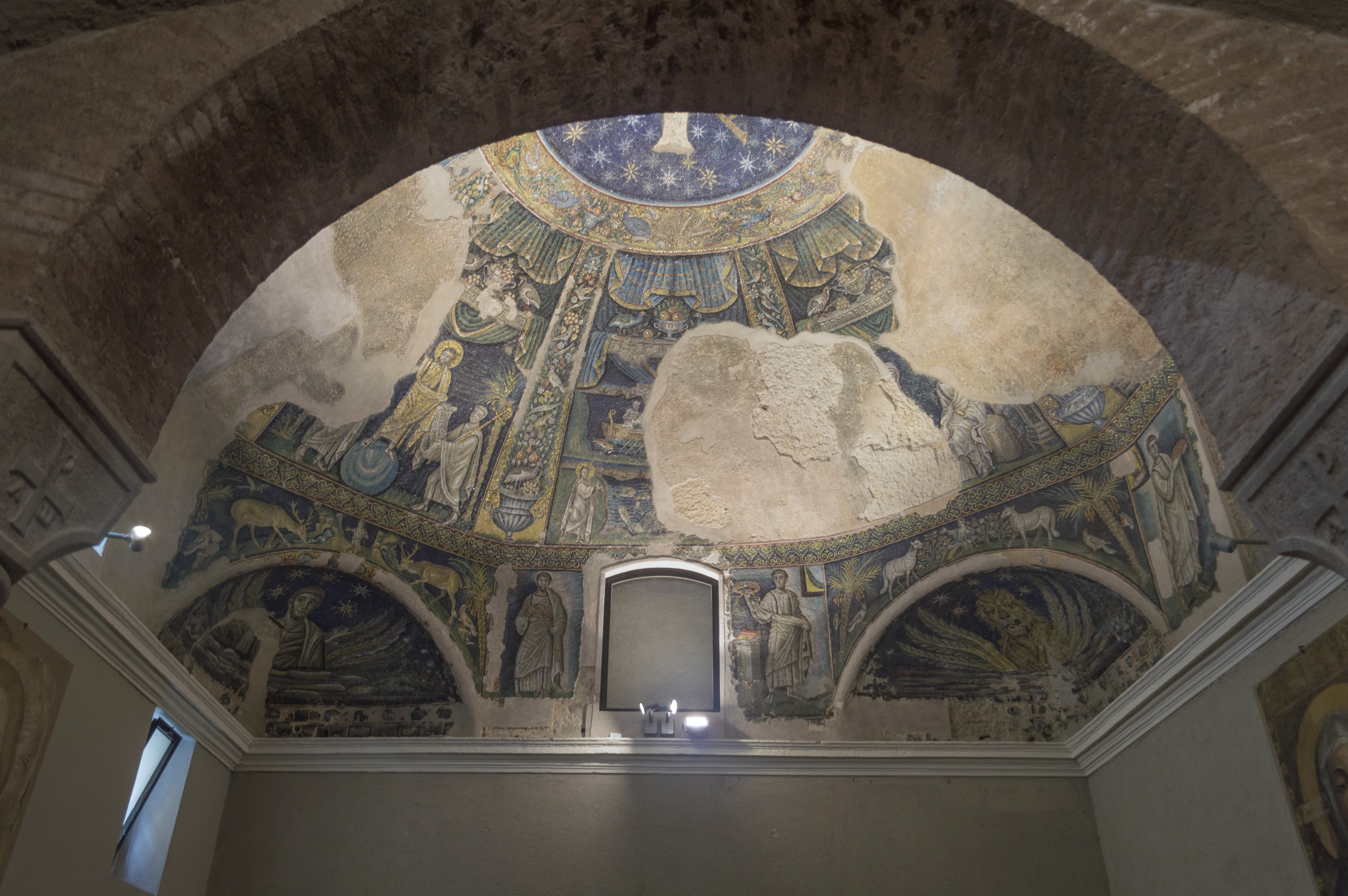
Battistero di San Giovanni in Fonte mit Mosaiken des 4. Jahrhunderts

#### Rechtes Seitenschiff
Im rechten Seitenschiff befinden sich ebenfalls fünf Kapellen. Erwähnenswert sind in der ersten Cappella di San Nicola ein Gemälde von Paolo de Matteis; in der zweiten Cappella del Crocefisso Monumente von Cosimo Fanzago, zwei Gemälde von Michele Foschini (einst in Santa Maria la Nova) und gotische Grabmäler der Familie Caracciolo von Tino di Camaino. Das hölzerne Kruzifix stammt aus dem 12. Jahrhundert.

Die vierte Kapelle enthält alle Reliquien der Stadt, die aus diversen aufgehobenen Klöstern und Kirchen hierher überführt wurden; das Altarbild ist von Nicola Malinconico.

#### Cappella del Tesoro di San Gennaro (3. Kapelle rechts)

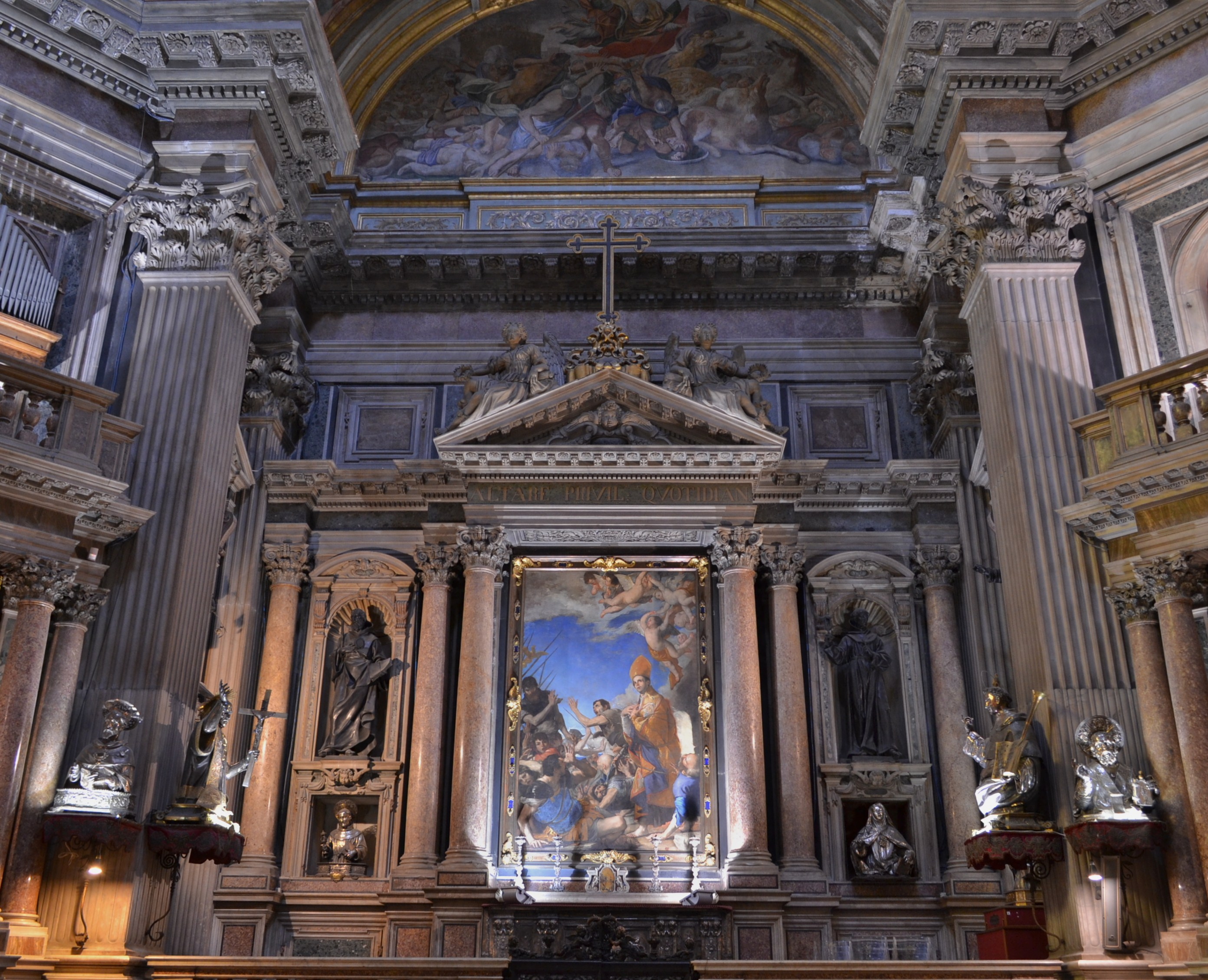
Cappella del Tesoro di San Gennaro: Rechter Seitenaltar mit Altarbild von Ribera (1646)

Auch auf der rechten Seite befindet sich an dritter Stelle, direkt gegenüber der Basilica di S. Restituta, ein großer eigenständiger Raum, der in diesem Fall in besonderer Verbindung zum neapolitanischen Volk und seinen Traditionen steht: Die Reale Cappella del Tesoro di San Gennaro (königliche Schatzkapelle des Heiligen Januarius), oder kurz Cappella di San Gennaro. Dank verschiedener päpstlicher Bullen untersteht sie nicht der Jurisdiktion der bischöflichen Kurie, sondern wird von einer sogenannten Deputazione und den sedili di Napoli geführt.
Sie ist San Gennaro (dem heiligen Januarius) gewidmet, dem Hauptpatron der Stadt. Zwei Mal im Jahr, am ersten Samstag im Mai und am 19. September, findet hier die berühmte Zeremonie des Blutwunders des San Gennaro statt, in deren Mittelpunkt eine Phiole mit Blut des Heiligen steht, das sich währenddessen von einem festen in einen flüssigen Zustand verwandelt; findet ausnahmsweise keine Verflüssigung statt, so gilt dies als ungutes Omen.
Die Kapelle ist eines der bedeutendsten Beispiele der Architektur des neapolitanischen Barock, und zugleich einer der Höhepunkte emilianischer Malerei. An ihrer Stelle befanden sich zuvor drei Kapellen der Familien Filomarino, Capece und Cavaselice, die kleine Kirche Sant’Andrea und einige Zivilbauten. Den Entwurf lieferte Francesco Grimaldi, die Bauarbeiten begannen im Juni 1608 und wurden nach Grimaldis Tod 1613 von Ceccardo Bernucci weitergeführt und später von Giovan Giacomo di Conforto beendet.
Der Eingang zur Kapelle wird flankiert von Skulpturen der heiligen Petrus und Paulus von Giuliano Finelli. Das bronzene Eingangsgitter entwarf Cosimo Fanzago, der auch die doppelseitige Bronzebüste des San Gennaro über dem Tor schuf und den marmornen Fußboden der Kapelle. Der Innenraum hat die Form eines griechischen Kreuzes und ist durch abgeschrägte Ecken zugleich achteckig. Der gesamte untere Bereich des Raumes ist (im römischen Stil) mit verschiedenen kostbaren Marmorsorten verkleidet, dabei dominieren die Farben Weiß und Rosa und in den Hintergrund- oder Schattenzonen auch Dunkelgrau. Gesimse und Giebel sind aus weißem Marmor, genau wie die gigantischen kannelierten Pilaster korinthischer Ordnung, die als Stütze der Vierung dienen. Der sehr geschlossene Eindruck des Raumes entsteht unter anderem durch die einheitliche Gestaltung der Wände in der Apsis und in den beiden großen Seitenkapellen nach Art einer antikisierenden Tempelarchitektur, die auf rosafarbenen Marmorsäulen mit korinthischen weißen Kapitellen ruht. Im Kontrast zu den hellen und weichen Marmortönen stehen die Heiligenstatuen aus schwerer dunkler Bronze in den Nischen dazwischen, darüber als Bekrönung diverse Engelsfiguren aus weißem Marmor.

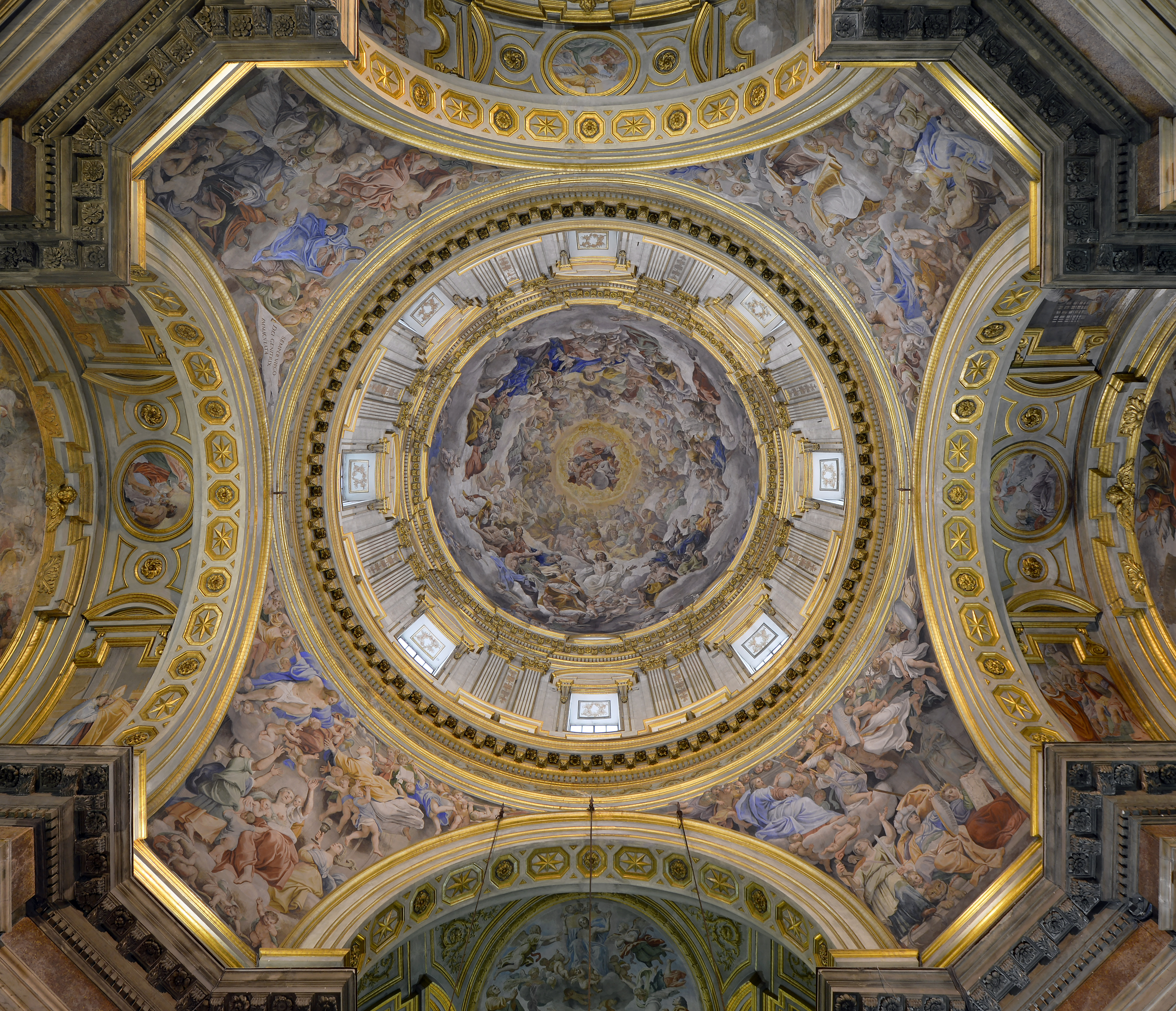
Deckenfresken mit Kuppel von Lanfranco (Paradies) und Domenichino

Für die Gewölbe und Kuppelfresken versuchte man zunächst Guido Reni zu bekommen, der auch kam, jedoch aufgrund aggressiver Drohbriefe und anderer Vorfälle, die man der sogenannten „Cabala di Napoli“ (angeführt von den Malern Belisario Corenzio, Battistello Carracciolo und Jusepe de Ribera) zuschreibt, aus der Stadt flüchtete. Der Auftrag ging dann an Domenichino, der hier von 1633 bis 1641 einen Großteil der Gewölbefresken schuf und von dem auch die kleinen Altarbilder an den Schrägseiten sind; Domenichino verstarb jedoch vorzeitig vor Beendigung seiner Arbeiten.

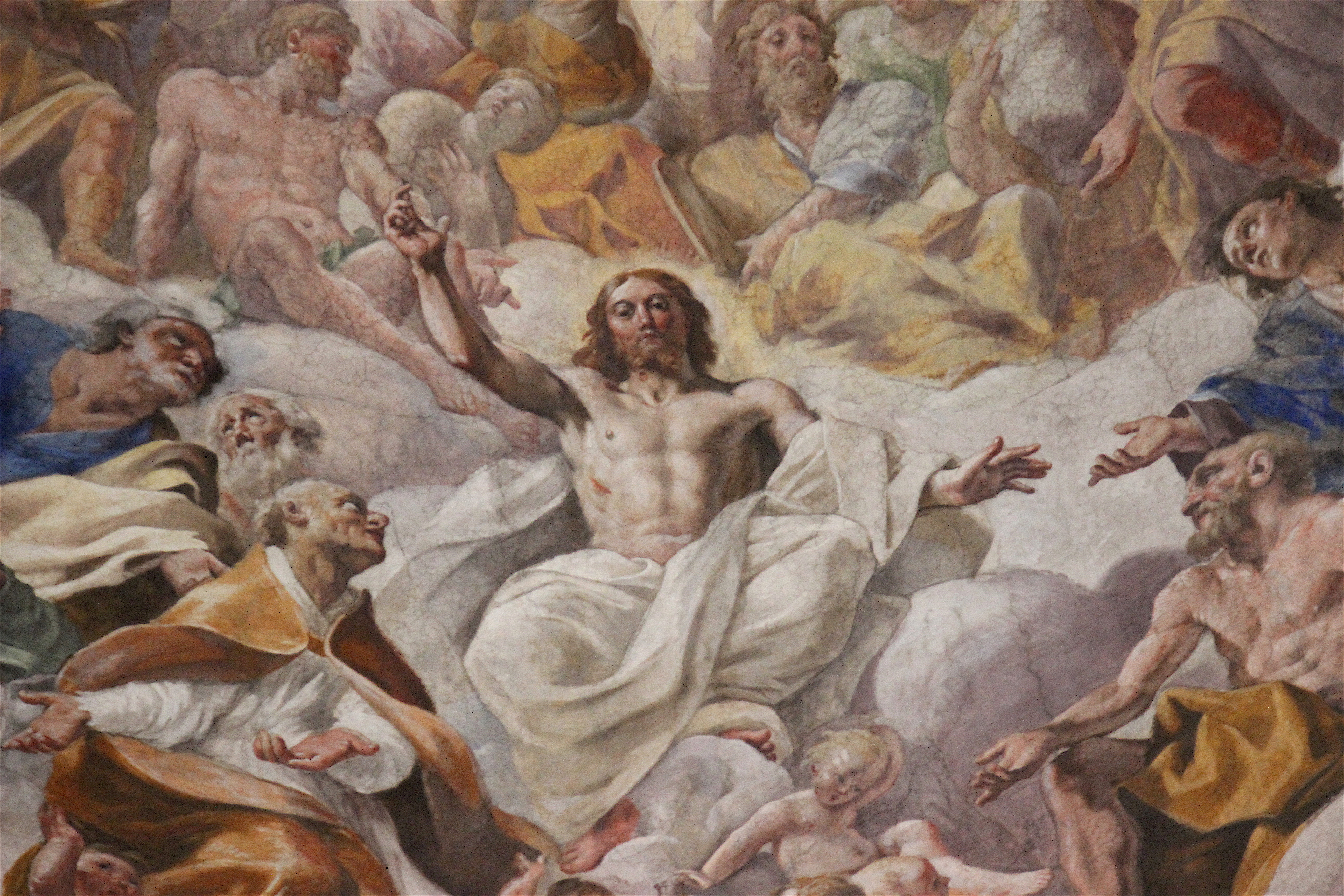
Lanfranco: Paradies (Detail mit Christus), Cappella di San Gennaro

Das Kuppelfresko mit dem Paradies schuf 1643 Giovanni Lanfranco, der auch die (heute verlorene) Kuppel in Gesù Nuovo ausmalte. Ein Glanzstück und zugleich das einzige Werk eines Malers der neapolitanischen Schule in der Kapelle ist das Altargemälde des rechten Hauptaltars San Gennaro entsteigt unversehrt dem Ofen, es wurde von Jusepe de Ribera in Öl auf Kupfer gemalt (1645–46).
Die gesamte Kapelle ist rundherum mit silbernen Reliquiarbüsten ausgestattet, wertvollen Werken der Goldschmiedekunst, die ihr ihren Namen als Schatzkapelle eingetragen haben. Die Büste des San Gennaro neben dem Hauptaltar ist eine französische Arbeit von 1305 von Stephane Godefroy, Guillaume de Verdelay und Milet d’Auxerre, während der Altarvorsatz in Form eines silbernen Reliefs von Giovan Domenico Vinaccia stammt. Die marmornen Wasserbecken schuf Dionisio Lazzari. Der prächtige Hochaltar mit bronzenen Heiligenfiguren stammt von Francesco Solimena.
Die Cappella di San Gennaro hatte im 17.–18. Jahrhundert ein eigenes Musikensemble, das von teilweise bedeutenden Musikern der Stadt geleitet wurde, darunter Francesco Provenzale, Cristoforo Caresana, Nicola und Lorenzo Fago. Die neun bis zehn Sänger waren auf zwei (solistische) Chöre verteilt, und zu ihnen gehörten einige der hochkarätigsten und berühmtesten Kastraten: Matteo Sassano (Matteuccio), Nicola Grimaldi (Nicolino), Domenico Gizzi, Carlo Broschi (Farinelli), Gioacchino Conti (Gizziello), Gaetano Majorano (Caffarelli) und Giuseppe Millico.
Die Kapelle hat eine eigene Sakristei, deren Eingang sich neben dem rechten Altar befindet. Die benachbarte Cappella della Conciliazione und andere Nebenräume gehören zum Museo del Tesoro di San Gennaro, wo man verschiedene Kirchenschätze besichtigen kann, die im Laufe von sieben Jahrhunderten als Schenkungen von Päpsten und Königen hierher kamen.

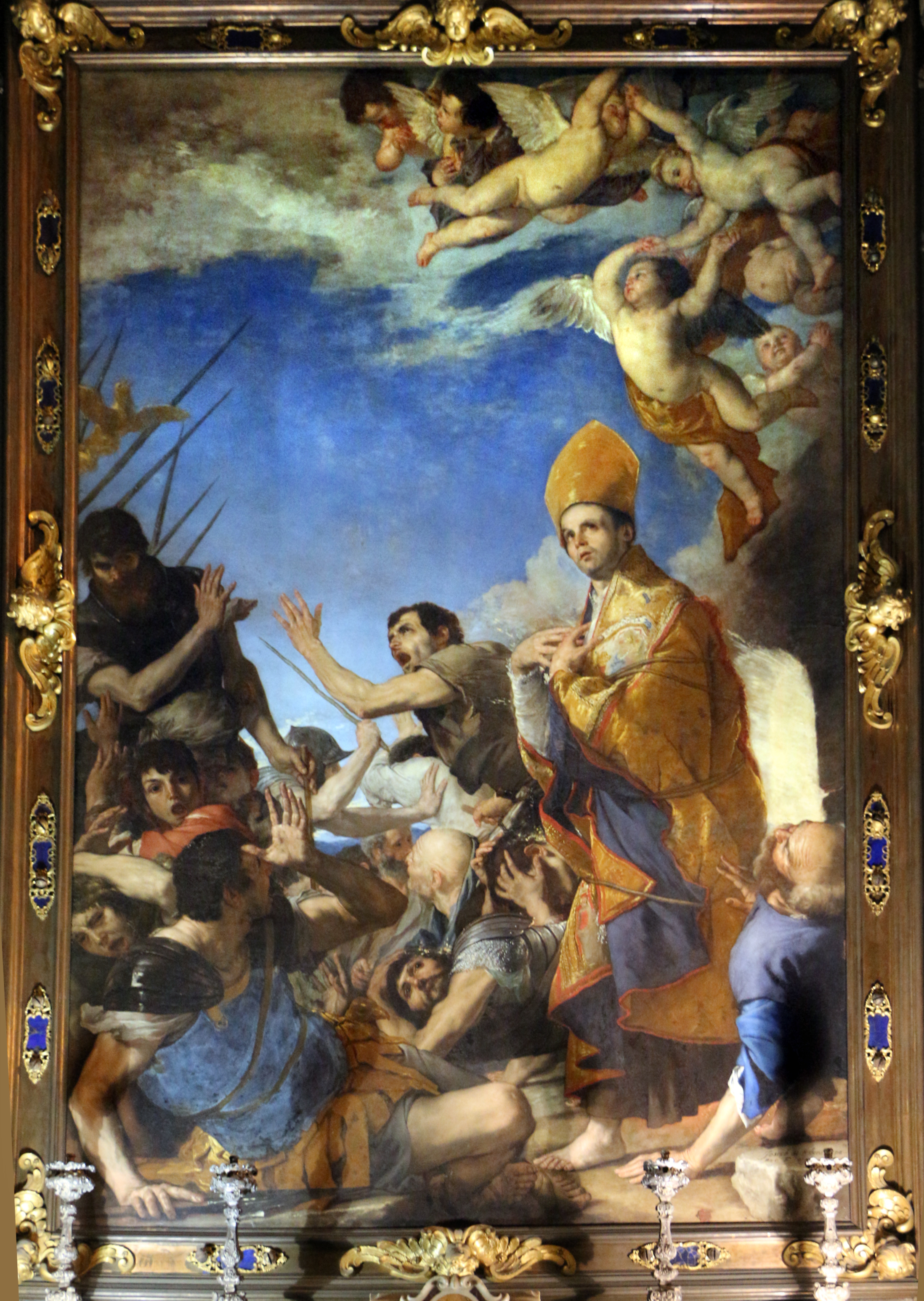
Jusepe de Ribera: San Gennaro entsteigt unversehrt dem Ofen, 1645–46, Öl auf Kupfer
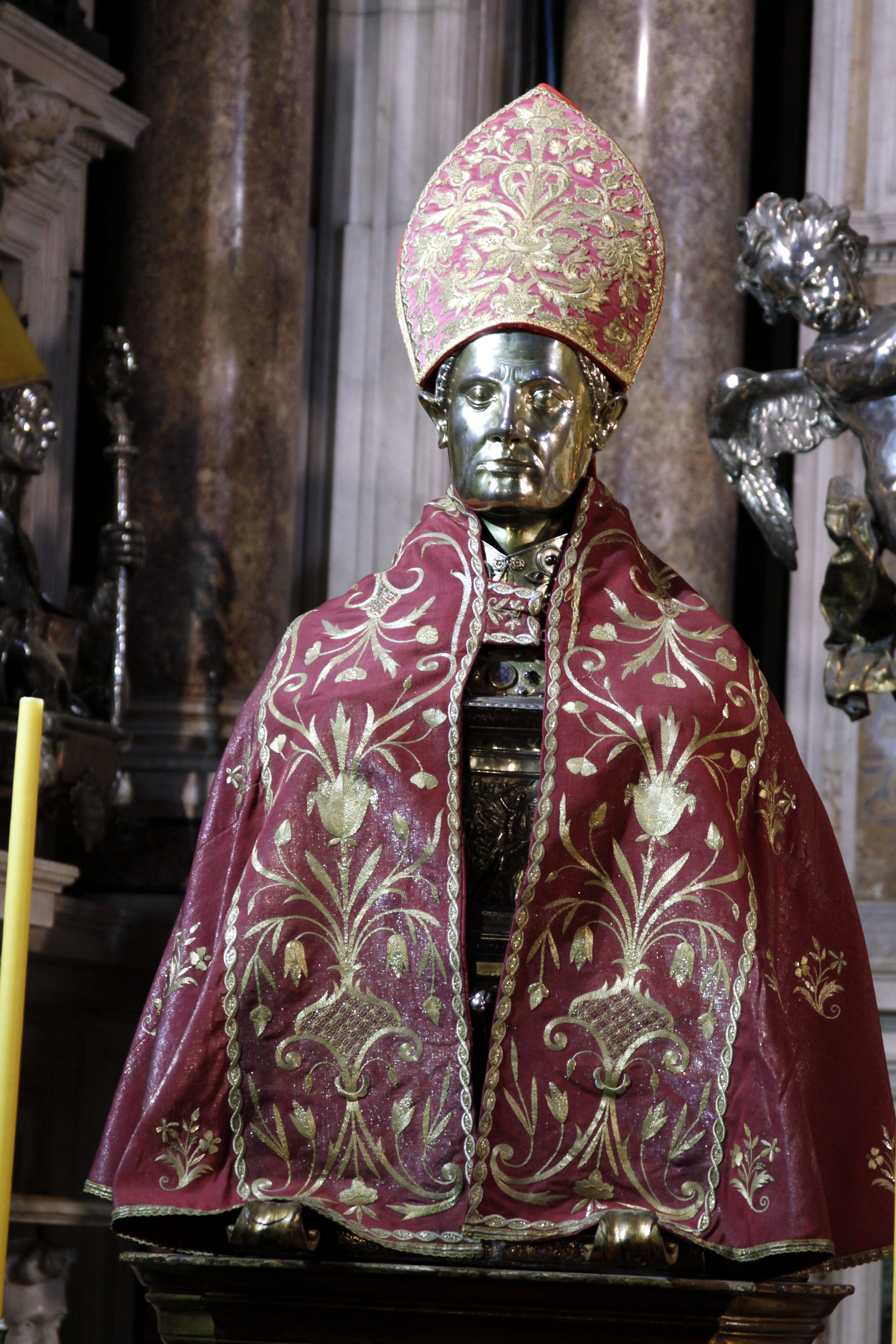
Silbernes Reliquiar des San Gennaro
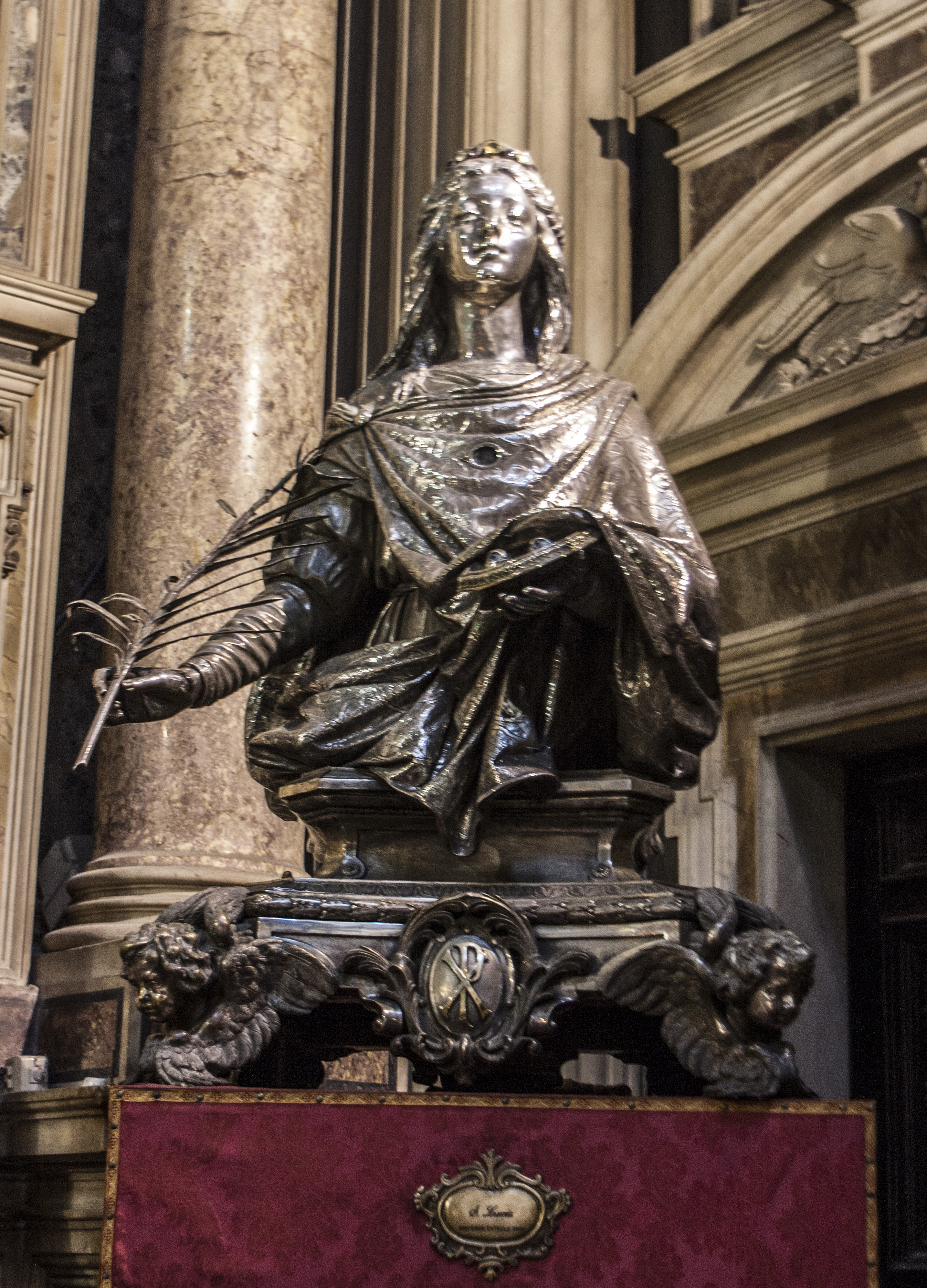
Cappella di San Gennaro: Reliquiar der Santa Lucia aus Silber
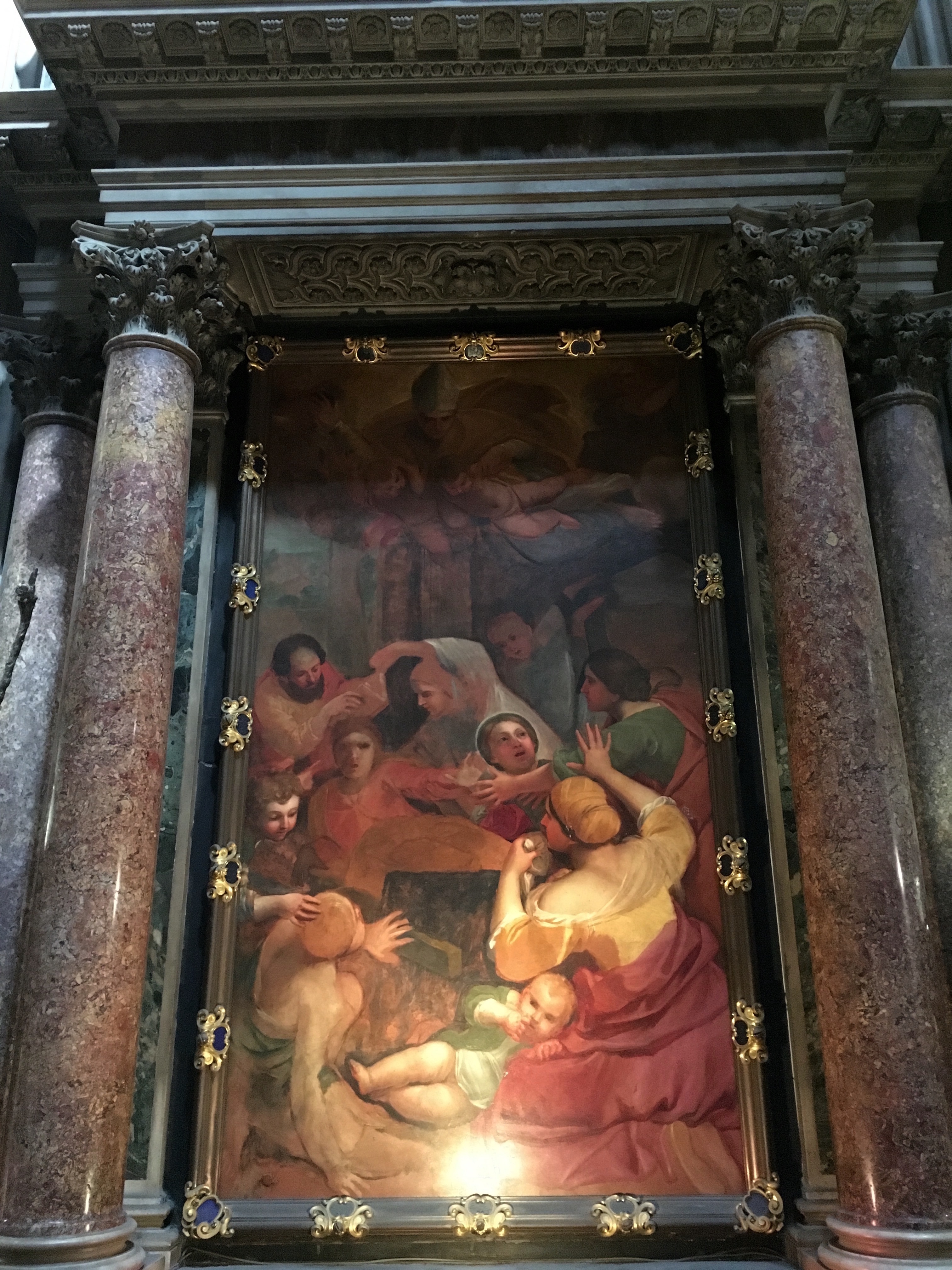
Domenichino: San Gennaro heilt eine Besessene (unvollendet)
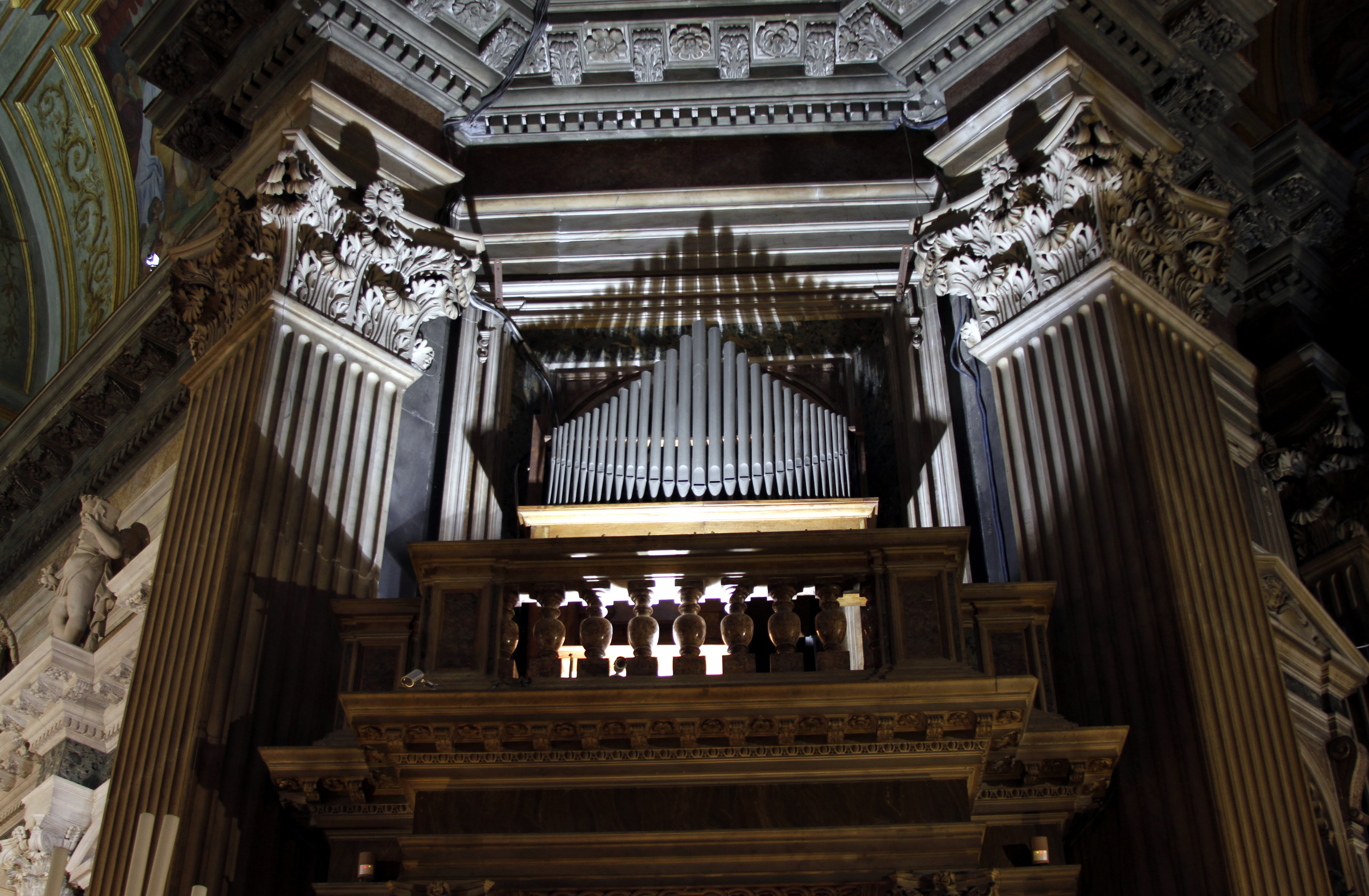
Orgel in der Cappella di San Gennaro

### Orgel

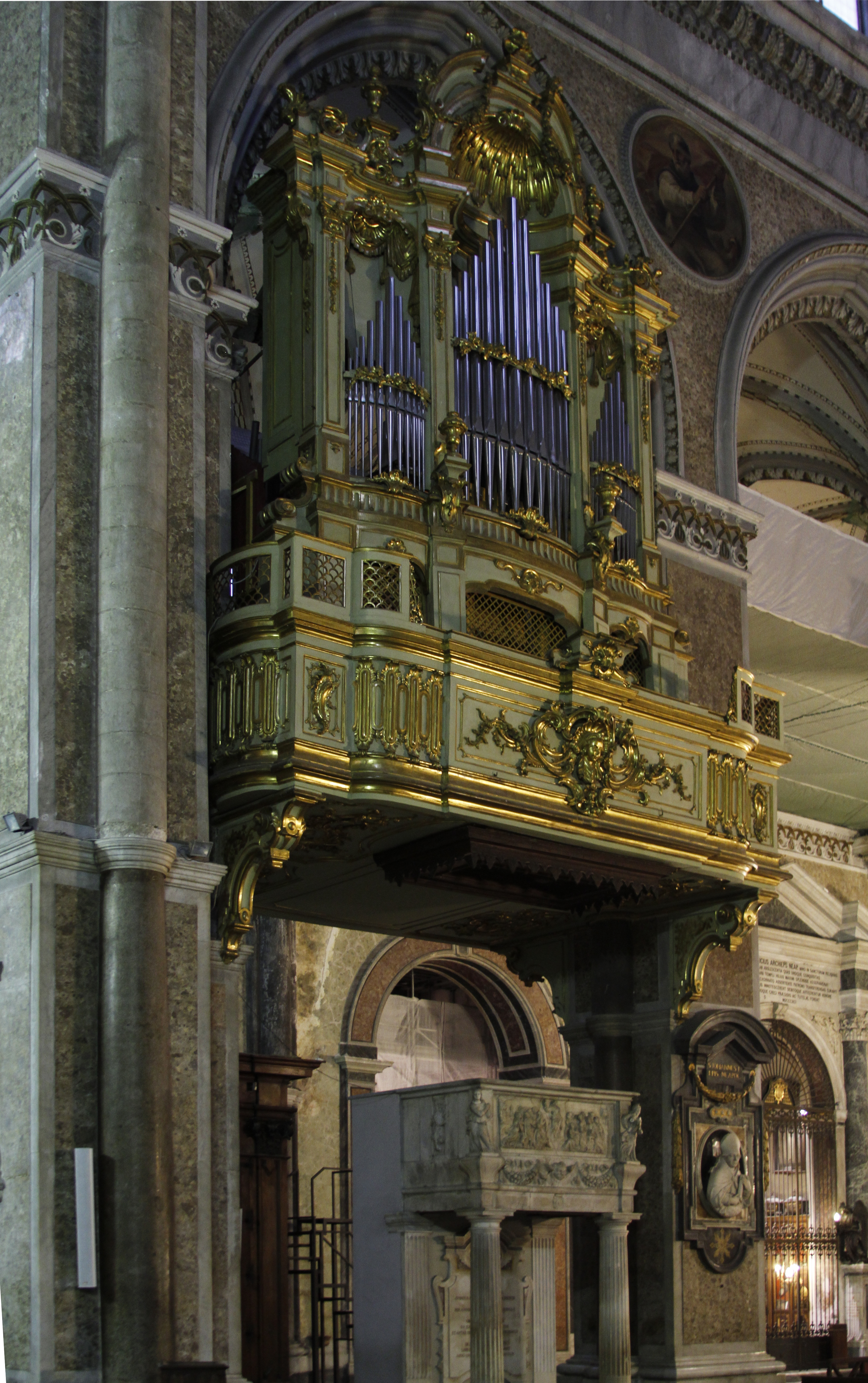
Blick auf eines der Orgelwerke

Die Orgel wurde 1767 von dem Orgelbauer Filippo Cimino erbaut. Es handelte sich ursprünglich um zwei Instrumente, die 1931 von der Orgelbaufirma Giuseppe Rotelli (Cremona) zu einem Instrument vereint wurden, und mit elektrischen Trakturen ausgestattet wurden. 1974 wurde die Orgel durch den Orgelbauer Giuseppe Ruffatti restauriert und reorganisiert, und um einige Register erweitert, die sich hinter dem Hochaltar befinden. Die Orgel verteilt sich auf vier separate Werke, die von dem einheitlichen Spieltisch angespielt werden können. Im Zuge der letzten Restaurierung wurde das ursprüngliche Choralwerk in ein selbständiges Instrument umgebaut, die Register auf zwei Manuale und Pedal aufgeteilt und hinter dem Hauptaltar aufgestellt.
| I Positivo corale C–c4 |       |
| nicht schwellbar       |       |
| Principale             | 8′    |
| Flauto camino          | 8′    |
| Flauto matese          | 8′    |
| Ottava                 | 4′    |
| Sesquialtera II        | 2 ⁄3′ |
| Superottava            | 2′    |
| Mixture IV-V           | 1 ⁄3′ |
|                        |       |
| im Schwellkasten       |       |
| Principale             | 4′    |
| Flauto in VIII 0       | 4′    |
| Flauto in V            | 2 ⁄3′ |
| Corno di camoscio 0    | 2′    |
| Duodecima              | 1 ⁄3′ |
| Cromorno               | 8′    |
| Musetta regale         | 8′    |

| II Hauptwerk C–c4 |        |
| Principale        | 16′    |
| Principale I      | 08′    |
| Principale II     | 08′    |
| Flauto aperto     | 08′    |
| Bordone           | 08′    |
| Gamba             | 08′    |
| Ottava            | 04′    |
| Flauto            | 04′    |
| Flauto coperto 0  | 04′    |
| Duodecima         | 02 ⁄3′ |
| Decimaquinta      | 02′    |
| Mixture IV-V      | 01 ⁄3′ |
| Cimbalo III       | 01′    |
| Cornetto III      |        |
| Tromba            | 16′    |
| Tromba            | 08′    |
| Voce umana        | 08′    |
| Tromba            | 04′    |

| III Schwellwerk C–c4 |         |
| Bordone              | 16′     |
| Principale           | 08′     |
| Eufonio              | 08′     |
| Bordone              | 08′     |
| Quintadena           | 08′     |
| Viola                | 08′     |
| Salicionale          | 08′     |
| Voce celeste II      | 08′     |
| Coro viole III       | 08′     |
| Ottava               | 04′     |
| Flauto aperto        | 04′     |
| Flauto coperto       | 04′     |
| Nazardo              | 02 ⁄3′  |
| Ottavino             | 02′     |
| Terza di Flauto      | 01 3⁄5′ |
| Larigot              | 01 ⁄3′  |
| Forniture VI         | 02 ⁄3′  |
| Fagotto              | 16′     |
| Voce corale          | 08′     |
| Tromba               | 08′     |
| Oboe                 | 08′     |
| Clarone              | 04′     |
| Campane              |         |

| Pedalwerk C–g1   |         |
| Acustico         | 32′     |
| Contrabbasso     | 16′     |
| Subbasso         | 16′     |
| Stopped diapason | 16′     |
| Violone          | 16′     |
| Gran Quinta      | 10 2⁄3′ |
| Principale       | 08′     |
| Basso            | 08′     |
| Bordone          | 08′     |
| Ottava           | 04′     |
| Bassetto corale  | 04′     |
| Tappato          | 04′     |
| Ripieno VI       | 02 ⁄3′  |
| Bombarda         | 16′     |
| Tromba           | 16′     |
| Fagotto          | 16′     |
| Tromba           | 08′     |
| Tromba corale    | 04′     |
| Campane          |         |

| I Hauptwerk Chororgel C–c4 |       |
| Principale                 | 8′    |
| Flauto camino              | 8′    |
| Flauto matese              | 8′    |
| Ottava                     | 4′    |
| Sesquialtera               | 2 ⁄3′ |
| Superottava                | 2′    |
| Mixture IV-V               | 1⁄3′  |

| II Schwellwerk Chororgel C–c4 |       |
| Principale                    | 4′    |
| Flauto in VIII                | 4′    |
| Flauto in V                   | 2 ⁄3′ |
| Corno di camoscio             | 2′    |
| Duodecima                     | 1 ⁄3′ |
| Cromorno                      | 8′    |
| Musetta regale                | 8′    |

| Pedal Chorwerk C–g1 |     |
| Subbasso            | 16′ |
| Basso               | 8′  |
| Ottava              | 4′  |
| Tappato             | 4′  |
| Fagotto             | 16′ |

## Reliquien
- Januarius
- Papst Innozenz IV.
- König Karl I. von Neapel
- Restituta von Afrika